# Geschiedenis van Tunesië
Tunesië is sinds 1956 een onafhankelijke Noord-Afrikaanse staat. De geschiedenis van het huidige Tunesische grondgebied begint echter bij het prehistorische Capsien en de oude Punische beschaving. Daarna werd het grondgebied achtereenvolgens gedomineerd door de Romeinen, Vandalen en Byzantijnen. De zevende eeuw vormde een keerpunt in de ontwikkelingsgeschiedenis van een volk dat islamiseerde en zich beetje bij beetje aanpaste aan de Arabische cultuur. Dit gebeurde onder het juk van van verschillende dynastieën die te maken hadden met verzet uit Berberse bevolkingsgroepen.
Door de strategische ligging, midden in het Middellandse Zeebekken, werd Tunesië inzet van rivaliteit tussen elkaar opvolgende machten: het Spanje van keizer Karel V, het jonge Ottomaanse Rijk, en daarna Frankrijk, dat om zijn Italiaanse rivaal voor te zijn de leiding nam over de Ottomaanse provincie. Gepaard met grondige structurele en culturele veranderingen, ontstond al snel een Tunesische nationalistische beweging. Deze onderhandelde met de Franse machthebbers over akkoorden die in 1956 tot de onafhankelijkheid leidden. Het land zag zich gedwongen tot modernisering en economische integratie, daarbij gestimuleerd door een tot aan de revolutie van 2011 dominante partij.

## Geschiedschrijving in ontwikkeling
De Tunesische geschiedschrijving kwam midden jaren ‘80 pas echt op gang. In 1972 beschreef Béchir Tlili al een complexe situatie: 
‘Historisch onderzoek komt moeilijk van de grond in Tunesië. Het is misschien wel de meest onderontwikkelde of minst onderzochte sector van de sociale wetenschappen. Buiten een beperkt aantal specialistische werken van Tunesische academici of enkele geschiedkundige essays, zijn hele stukken van de Tunesische historie in feite onbekend en onderbelicht.’ - Béchir Tlili
In 1987 wijdde het tijdschrift Ibla van het Instituut van de Arabische Schone Letteren een special aan de Tunesische geschiedschrijving. Daarin besteden schrijvers, onder wie Taoufik Bachrouch, aandacht aan een langzame ontwikkeling in het geschiedkundig onderzoek en aan een nog steeds bestaande ongelijkheid in de mate waarin de diverse domeinen zijn onderzocht, met name wat betreft de hedendaagse geschiedenis. De verandering zette in 1998 door met de publicatie van bijna tweehonderd universitaire werken over de nationale geschiedenis. De geschiedenis werd hierdoor ook toegankelijk voor de overige sociale wetenschappen.
Vooral de sociale, politieke en economische aspecten van de vaderlandse geschiedenis bleven de kern van het werk, terwijl de culturele en godsdienstige aspecten ervan relatief gezien achterbleven. Het belangrijkste deel van het werk, waarop twee derde van het universitair geschiedkundig onderzoek tussen 1985 en 1998 berustte, betrof de nieuwe geschiedenis, die begon met de verovering van Tunesië in 1574, en de nieuwste geschiedenis beginnend met de ondertekening van het Verdrag van Bardo in 1881. Ook de middeleeuwen, die begonnen met de komst van de islam, werden intensief bestudeerd, hoewel de studie van de vroege geschiedenis een geheel eigen plaats inneemt en zich onderscheidt van de studie van latere perioden. Zij kent een veel beperkter aantal werken omdat jonge onderzoekers goede scholing ontberen, met name in de toegang tot bronnenmateriaal. Archeologie en klassieke talen werden relatief weinig onderwezen. Desalniettemin leidden de inspanningen ertoe dat er in 1997 een opleiding klassieke letteren werd opgezet.
Hoewel de geschiedenis van de oudheid zich, wat de inhoud betrof, vooral op het sociale vlak en het dagelijks leven richtte en pas meer recentelijk op het schrift en de archeologie, bestrijken studies van de middeleeuwse geschiedenis meer gevarieerde, vooral antropologische en politieke onderwerpen. Terwijl er nog weinig met de 16e en 17e eeuw werd gedaan, komen de 18e en 19e eeuw het meest uitgebreid aan bod dankzij de overvloed aan beschikbare documentatiebronnen, met name over sociale en economische thema’s. Naast studie naar de Tunesische nationale beweging werden ook andere politieke en onderwijskundige onderwerpen besproken. Die verscheidenheid aan onderwerpen wordt ook gezien in de ‘nouvelle histoire’, die gaat over minderheden, vrouwen, bedrijven, enzovoort. De regionale geschiedenis is, mede vanwege de overvloed aan voor onderzoek opengestelde archieven, een thematiek in opkomst die het volgens haar ingewijden mogelijk zal maken om op nationaal niveau verbindingen aan te gaan ter compensatie van de zwakke sociologische situatie van Tunesië.

## Prehistorie
De prehistorie van Tunesië beslaat de periode van de eerste aanwezigheid van vroege mensen (geslacht Homo) tot de Fenicische kolonisatie.

### Fenicische kolonisatie
In de bronstijd was er voor het eerst contact tussen de Feniciërs van Tyrus, de toekomstige Carthagers, die de Punische beschaving stichtten, en de autochtone bevolking van het huidige Tunesië, waarvan de Berbers een wezenlijk onderdeel uit zijn gaan maken.
De overgang van prehistorie naar historie werd vooral gekenmerkt door de inbreng van Fenicische volken, hoewel de oude manier van leven nog enige tijd bleef bestaan naast die van de nieuwkomers. De Fenicische invloed was veelzijdig, vooral in Carthago als centrum van de Punische beschaving in het Westen, waar veel verschillende kleine, maar dynamische bevolkingsgroepen zoals de Berbers, Grieken, Italianen of Spaanse Iberiërs naast elkaar bestonden. De vele gemengde huwelijken droegen bij aan de opbouw van de Punische beschaving. Daarnaast ziet men trouwens sporen van een vredelievend Tunesisch volk terug in de Odyssee van Homerus, wanneer Odysseus de Lotofagen, de Lotuseters die nu op het eiland van Djerba zouden leven, ontmoet. De eerste in 1631 te Dougga door Thomas d'Arco in een Berberse taal gevonden inscriptie was, tot op de dag van vandaag, het onderwerp van talloze onvruchtbare pogingen tot ontcijferen.

## Carthago
Met de groei van een stad die voortkwam uit een kolonie uit het Nabije Oosten, maakte Tunesië een overweldigende entree in de geschiedenis. De in het begin Fenicische stad ontwikkelde zich snel tot een Punische beschaving.
De Punische expansiepolitiek in het Middellandse Zeebekken baseerde zich op de handel. De thalassocratie stond oog in oog met de Romeinen en hun allesoverheersende expansiedrift op het land. Hoewel hun relatie in het begin vriendelijk was, duurde het niet lang voor ze samen de strijd aangingen. Het was wel duidelijk wie zou winnen, maar de Puniërs zouden zich niet zonder hun sporen na te laten op het Tunesisch grondgebied terugtrekken. Sporen die door de Romeinse macht niet helemaal konden worden uitgewist.

### Oprichting en expansie
Zoals nogal wat andere mediterrane regio’s (van Marokko tot Cyprus) maakte Tunesië deel uit van een reeks Fenicische koloniën. Volgens overleveringen was de eerste Fenicische kolonie die van Utica (1101 v.C.). Daar ontstond een voor de oudheid belangrijke mogendheid in het Middellandse Zeebekken. In 814 v. C. stichtten uit Tyrus afkomstige Fenicische kolonisten de stad Carthago. Volgens de legende stond koningin Elyssa (Dido voor de Romeinen), zus van koning Pygmalion van Tyrus, aan de wieg van deze stad. Gevoed door archeologische ontdekkingen bestaat er echter twijfel over de juistheid van de door de traditionele literatuur opgegeven datum. De oudste gevonden voorwerpen tot nu toe zijn namelijk Proto-Korintische keramiek uit het midden van de 8e eeuw v. C., afkomstig uit de fundering van de kapel van Cintas, die in 1947 door Pierre Cintas in de tofet van Carthago werd gevonden.
De originele bevolking van het Tunesisch grondgebied was van Berberse afkomst, en werd omdat zij dicht bij de koloniën leefde door de Puniërs beïnvloed. Daarvan getuigen bijvoorbeeld de archeologische ontdekkingen van stèles met slordig ingegraveerde motieven van de Noord-Afrikaanse godin Tanit die vooral op plekken zoals het oude Clupea, het huidige Kélibia, gevonden zijn.
Omdat Carthago direct aan zee lag, richtte de stad zich ook structureel op groei richting het buitenland. Deze vreedzame groei veroorzaakte - voor zover men weet uit de bestaande bronnen - een machtsstrijd die tot meerdere conflicten leidde. Honderdvijftig jaar na de stichting van hun stad, breidden de Carthagers of Puniërs hun invloed in het westelijk deel van het Middellandse Zeebekken uit. Zij deden zich gelden in Sicilië, Sardinië, op de Balearen, in Spanje, op Corsica en in Noord-Afrika, van Marokko tot Libië. Noord-Afrika was verdeeld tussen de Grieken van Cyrene en de Carthagers met inbegrip van de Carthagers die aan de Atlantische kust van Marokko woonden. Hun aanwezigheid nam verschillende vormen aan, waaronder kolonisatie, maar bleef vooral gericht op de handel en het sluiten van handelsverdragen.
Ook steunden de Carthagers op de in deze regio Fenicische aanwezigheid, die er al was voordat Carthago werd gesticht, behalve misschien langs de Atlantische kust. De nieuwe Carthaagse macht elimineerde de toch al ondergaande macht van de oude Fenicische steden in dit deel van het Middellandse Zeegebied. De Carthagers sloten zelfs een verbond met de Etrusken en hun verenigde vloot kwam als winnaar uit de zeeslag van Alalia (ter hoogte van Corsica) tegen de Grieken van Massalia (het huidige Marseille). Deze Grieken waren afkomstig van Ionië, de huidige Turkse kust, en zij probeerden zich op Corsica te vestigen, een eiland gelegen tegenover Etrurië en ten noorden van het door de Puniërs beïnvloede en gekoloniseerde Sardinië. Laatstgenoemde eiland was ook het meest centrale punt tussen het Griekse Massalia en de andere Zuid-Italiaanse steden in Griekse handen en daarnaast, wat verder weg, het oostelijk deel van het Middellandse Zeegebied. Met de ondergang van de Etrusken kwam Corsica onder invloed van Carthago en vormde zich een nieuwe zeemacht.

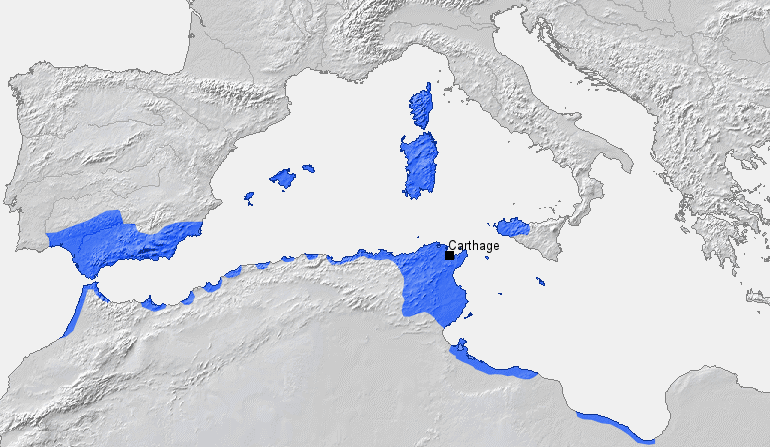
De Carthaagse invloedssfeer vlak voor het begin van de Eerste Punische Oorlog (264 v.Chr.)

De overgang naar een meer op het vasteland gelegen rijk stuitte op weerstand van de Grieken op Sicilië en daarna op die van de groeiende macht in Rome en haar bondgenoten uit Massalia, en ook op die van het toenmalige Campanië en centraal-Italië. Het hart van Carthago dat Tunesië aan de vooravond van de Punische oorlogen was, beschikte over een grotere agrarische productiecapaciteit dan Rome en haar bondgenoten. De exploitatie ervan wekte bewondering bij de Romeinen. Dit werd verder versterkt door de geografische voordelen, met name de rijke graanvelden van de Medjerdavallei, en het landbouwkundig talent van het volk: de Punische landbouwencyclopedie van Mago genoot lange tijd waardering.
Ondertussen was de supermacht op het gebied van handel en landbouw op zee en het vasteland hard op weg de Grieken in Sicilië te verslaan. De Spaanse nederzettingen op Sardinië werden steeds sterker en Sardinië werd gekoloniseerd.

### Carthago en Rome: van verdraagzaamheid naar de Punische oorlogen
De verhouding tussen Rome en de Punische thalassocratie was in eerste instantie goed, zoals het eerste getekende verdrag in 509 v. C. liet zien. Echter, naarmate de twee stadstaten zich ontwikkelden, verslechterde de relatie en maakte plaats voor wantrouwen. Vanaf dan was confrontatie onvermijdelijk.
Met de bloei van beide steden nam de strijd tussen Rome en Carthago in omvang toe, te zien aan de drie Punische oorlogen, die bijna leidden tot de inname van Rome, maar na een drie jaar durend beleg, in 146 v.C., uitmondden in de vernietiging van Carthago.
De Eerste Punische Oorlog bestreek de jaren 264 tot 241 v.C. en was een conflict op zee en land in Sicilië en Tunesië, veroorzaakt door de strijd om de macht in het halverwege Rome en Carthago gelegen Sicilië. Het belangrijkste doel was de zeggenschap over de Straat van Messina. In eerste instantie namen de Carthagers de stad Messina in. Dat verontrustte de Romeinen, omdat deze stad zich in de nabijheid van Griekse steden van Italië bevond die net onder hun hoede waren gekomen. Appius Claudius Caudex stak daarom de Straat van Messina over en overrompelde het Punische garnizoen. Dit veroorzaakte het begin van de oorlog. Ten gevolge van deze tegenslag verzamelde de regering van Carthago haar troepen in Agrigento, maar de Romeinen geleid door Claudius en Manius Valerius Maximus Corvinus Messalla namen de steden Segesta en Agrigento in voor de duur van een beleg van zeven maanden. Na de vrede getekend te hebben met de Romeinen, moest Carthago een opstand van haar huurlingen onderdrukken.

Slagen tijdens de Tweede Punische Oorlog

De Tweede Punische Oorlog, in de jaren 218 tot 202 v.C., kende zijn hoogtepunt in de binnenlanden van Italië. Generaal Hannibal Barkas, slaagde erin de Pyreneeën en Alpen over te steken met zijn krijgsolifanten. Hij zag er echter vanaf om Rome binnen te gaan. De aanleiding voor de oorlog was het Beleg van Saguntum door Carthago: volgens het verdrag van 241 v.C. zouden de Carthagers ten zuiden van de Ebro hebben moeten blijven, de rivier die beide machtsgebieden afbakende.
De afwachtende houding van Hannibal zorgde er uiteindelijk voor dat de Romeinen, die een bondgenootschap hadden aangegaan met Massinissa, de eerste koning van Oost-Numidië, in de tegenaanval gingen. Het lukte de strijd ten gunste van henzelf te keren in de Slag bij Zama in 202 v. C. Daarbij werden alle Spaanse bezittingen van Carthago afgenomen, hun vloot werd vernietigd en elke militaire heropbouw werd verboden.
Ondanks de uiteindelijke winst was deze oorlog niet genoeg voor de Romeinen. Gedreven door de vrees die zij nog steeds voor Carthago hadden, besloten zij, naar de woorden van Cato de Oude (Delenda Carthago, ‘Carthago moet vernietigd worden’), dat enkel de totale verwoesting van de vijandelijke stad de veiligheid van de Romeinse Republiek kon garanderen. Daardoor brak de Derde Punische Oorlog (149 tot 146 v.C. )uit met een Romeins offensief in Afrika, dat leidde tot de ondergang en vernietiging van Carthago na een beleg van drie jaar. Na de Tweede Punische Oorlog had Carthago tussen 200 en 149 v.C. langzamerhand een zekere economische welvaart hervonden, echter zonder erin te slagen om weer een oorlogsvloot of een leger van betekenis op te bouwen. De wederopbouw van Rome, ondanks de verliezen op zee, gaf de Romeinse Senaat echter de mogelijkheid tot een korte actie over te gaan, met als doel de soldaten in stelling te brengen voor het beleg van Carthago geleid door Scipio Aemilianus, sindsdien ook wel de Tweede Afrikaan genoemd. Het beleg eindigde met de totale vernietiging van de stad: de Romeinen namen de Fenicische boten mee en verbrandden ze aan de rand van de stad. Daarna gingen ze van huis tot huis terwijl de bevolking werd geëxecuteerd of tot slaaf gemaakt. De stad die gedurende zeventien dagen brandde, werd van de kaart geveegd. Er bleven slechts ruïnes achter.
Het gebied van de oude werd stad als ‘sacer’, (verdoemd) bestempeld. Een sterk betwijfelde mythe stelt dat de Romeinen zout op de akkers van Carthago gestrooid zouden hebben om te zorgen dat deze niet bebouwd konden worden. Zout was echter veel te kostbaar om zoiets op grote schaal te doen, en Afrika werd daarentegen de ‘graanschuur van Rome’.

### Voortzetting van de Punische beschaving of een breuk?
Aan het einde van de Derde Punische Oorlog werd Carthago definitief door de Romeinen weggevaagd. Zij vestigden zich in 146 v. C. op de puinhopen van de stad. Het einde van de Punische oorlogen werd gemarkeerd door de oprichting van Africa, een Romeinse provincie. Haar eerste hoofdstad werd Utica, hoewel Carthago zich vanwege haar voordelen weer deed gelden en het in 14 v. C. opnieuw hoofdstad werd. Een eerste poging tot kolonisatie met de oprichting van een Colonia Junonia Carthago door de gebroeders Gracchus mislukte in 122 v. C. en lokte de val en de dood uit van de bedenker ervan, Gaius Sempronius Gracchus. Julius Caesar besloot er in 44 v.C. een Romeinse kolonie te stichten, de Colonia Julia Carthago, maar hij zou nog enkele decennia moeten wachten voordat Augustus begon met de bouw van de stad die later de hoofdstad van de provincie zou worden. De monumentale uitstraling van de stad zou een hoofdrol spelen in de romanisering van de regio: het ‘Afrikaanse Rome’ verspreidde zich vanzelf in de rijke stadsstructuur van het huidige Tunesië. De regio kende dus een periode van welvaart, waarin Africa voor Rome een belangrijk leverancier van agrarische producten, zoals tarwe en, dankzij de voor de Carthagers zo dierbare olijfplantages, olijfolie werd. De beroemde haven van Carthago veranderde in een monumentale thuishaven voor graanschepen, die ieder jaar met smart in het kader van de annona, een regeling die zorgde voor de verdeling van het graan onder het volk, in Rome werden opgewacht. In Chemtou werd geel/roze geaderd marmer geëxploiteerd dat door het gehele keizerrijk werd geëxporteerd, terwijl in El Haouaria zandsteen werd gewonnen voor de bouw van Carthago.

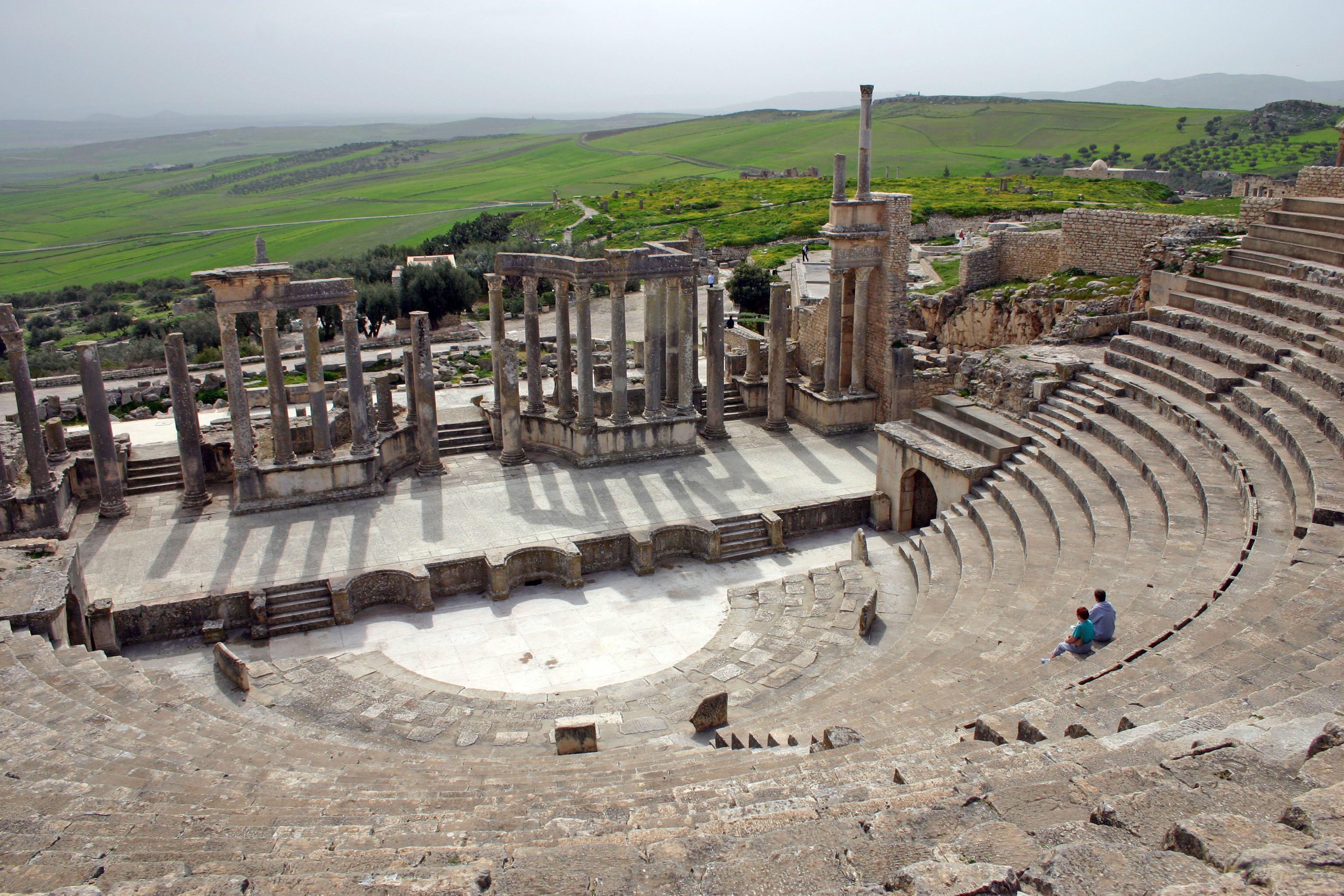
Theater van Dougga

Andere opbrengsten waren keramiek en producten uit de visserij. De provincie was bezaaid met een dicht netwerk van geromaniseerde steden, waarvan de nu nog zichtbare overblijfselen nog steeds indrukwekkend zijn: Dougga (vroeger Thugga), Sbeitla (Sufetula), Bulla Regia, El Djem (Thysdrus) of Thuburbo Majus. Onder de statussymbolen van de provincie bevinden zich het amfitheater van Thysdrus, een van de grootste in de Romeinse wereld, en het theater van Dougga. Naast de overblijfselen van publieke gebouwen, duiken nu ook welvarende privéwoningen, villa’s met mozaïekvloeren, op. Als onlosmakelijk deel van de Republiek, en later het keizerrijk met Numidië, werd Tunesië gedurende zes eeuwen de zetel van een uitzonderlijk rijke Romeins-Afrikaanse beschaving, trouw aan zijn roeping tot ‘kruispunt van de wereld van de Oudheid’. Tunesië was in die tijd de smeltkroes van de mozaïekkunst die zich daar onderscheidde door haar originaliteit en vernieuwing. Op stèles met een religieus karakter ziet men oude symbolen als de wassende maan of het teken van Tanit. Als concurrenten van de Romeinse goden verschenen er inlandse goden op versieringen uit het keizerrijk en de verering van goden als Saturnus en Juno werd ingepast in de Punische verering van Baal-Hammon en zijn vrouw Tanit. Op het ‘kruispunt van de Oudheid’ vestigden zich ook de eerste Joodse gemeenschappen met in hun kielzog de eerste christelijke gemeenschappen. De Punische taal bleef lang in gebruik, in ieder geval tot aan de 1e eeuw en in mindere mate tot aan de tijd van Sint-Augustinus.
De voorspoed van de 2e en het begin van de 3e eeuw verliep echter niet zonder strubbelingen. De provincie maakte enkele crises door in de 3e eeuw: ze werd in 238 getroffen door de onderdrukking van de opstand van Gordianus I en leed, begin 4e eeuw, ook van de confrontaties tussen groepen die zich het land onrechtmatig toe wilden eigenen. Toch is deze provincie een van de provincies die het minst getroffen werd door de problemen die het Romeinse Keizerrijk tussen 235 en het begin van de 4e eeuw kende.
Onder de Romeinse tetrarchie hervond de provincie haar welvaart. De archeologische vindplaatsen waar zowel veel openbare als privégebouwen gevonden worden, laten dat zien. In dit tijdperk begon ook de eerste eeuw van het officiële christendom. Deze in 313 toegestane godsdienst was het geloof van keizer Constantijn de Grote.

### Middelpunt van kerstening

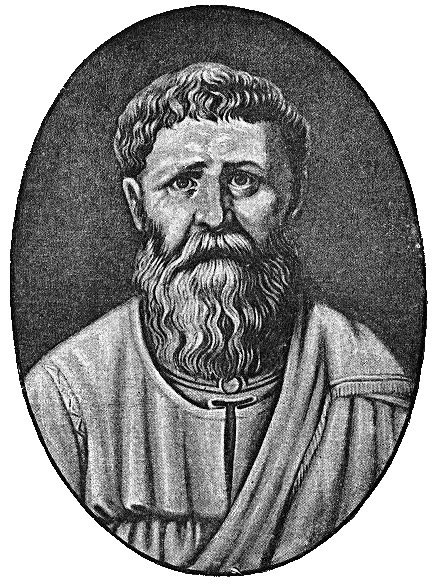
Augustus van Hippo

Door de op het buitenland gerichte ligging van de provincie Africa – Carthago was zelfs verbonden met de grote steden Alexandrië en Antiochië, steden die samen twee grote evangelisatiecentra vormden – ontstond er dankzij de koloniën, de handelaren en soldaten een voorstadium van het christendom. Ondanks de gewelddadige religieuze confrontaties met de heidenen werd de regio een van de belangrijkste centra voor verspreiding van het nieuwe geloof. De nieuwe religie stuitte in eerste instantie op verzet van het volk, want het christendom verscheurde het zeer hechte sociaal stelsel van het heidendom dat verweven was in heel het dagelijks leven. De aanhangers ervan werden gedwongen afstand te nemen van het huiselijk en openbare leven. Dit bleek een bedreiging voor de sociale samenhang en leidde tot tegenaanvallen, zoals vernieling van christelijke graftombes. Vanaf de 2e eeuw paste de provincie ook de straffen van het Keizerrijk toe. Vanaf 17 juli 180 werd er over de eerste martelaren gesproken: zij die weigerden zich bij het officiële geloof aan te sluiten konden worden gemarteld, naar eilanden verbannen, onthoofd, aan wilde beesten gevoerd, verbrand of gekruisigd.

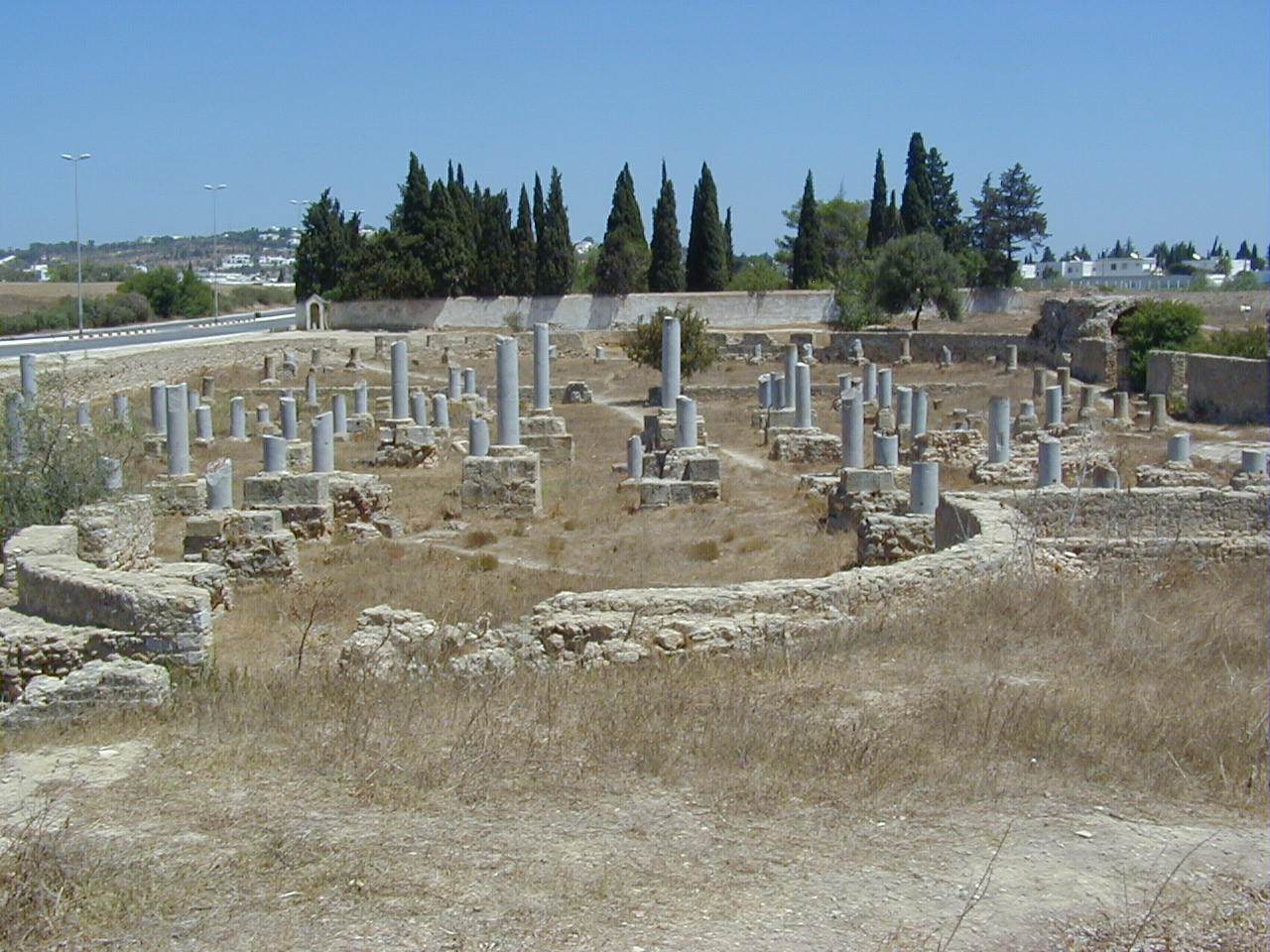
Ruïnes van de Basiliek van Damous El Karita

Aan het eind van de 2e eeuw won de nieuwe religie terrein in de provincie. Ondanks een moeilijke situatie ging dat veel sneller dan in Europa, met name vanwege de sociale rol die de Afrikaanse Kerk, die in de tweede helft van de 3e eeuw ontstond, daarin speelde en vanwege de zeer hoge stedelijke dichtheid. Vanaf ongeveer 400 sloten, door een voortvarende actie van Augustinus van Hippo en op aansporing van enkele bisschoppen, de grootgrondbezitters en de aristocratie zich bij het christendom aan. Zij zagen het belang van de kerk als sociaal verbinder. Al snel werd Africa gezien als baken van het westers christendom: Tertullianus was een van de eerste christelijke schrijvers in het Latijn en Cyprianus, de eerste bisschop van Carthago, stierf op 14 september 258, in een tijd waar de nieuwe godsdienst al wijd verbreid was in de samenleving, als martelaar. De expansie van het christendom stuitte steeds op obstakels, met name tijdens het Donatistische schisma, gevolg van rivaliteit tussen prelaten die aasden op de troon in het primaat Africa. Dit schisma werd uiteindelijk definitief veroordeeld tijdens het Concilie van Carthago, dat gehouden werd op 1 juni 411 en was georganiseerd door zijn hartstochtelijkste tegenstander: bisschop Augustinus van Hippo. Hij beschuldigde de schismatici ervan de banden tussen de Afrikaanse Kerk en de traditionele oosterse kerken te hebben verbroken. Ondanks deze religieuze strijd, was de economische, sociale en culturele situatie ten tijde van de triomf van het christendom relatief gunstig. De talloze overblijfselen, met name van de basilieken van Carthago, vooral die van Damous El Karita, en de vele kerken opgericht in de oude heidense tempels (als in Sbeitla), maar ook enkele onlangs ontdekte plattelandskerken getuigen daarvan.
Dit krachtenspel hield aan tot in de tijd van de Vandalen.

## Late oudheid

### Overheersing door de Vandalen

Tunesië tijdens de Grote Volksverhuizing

Onder aanvoering van hun leider Geiserik staken de Vandalen en de Alanen in 429 de Straat van Gibraltar over. Na zich meester te hebben gemaakt van Hippo, trokken zij op 19 oktober 439 Carthago binnen en vestigden daar voor bijna een eeuw hun koninkrijk. De Vandalen waren aanhangers van het arianisme, dat bij het eerste Concilie van Nicea tot ketterij werd verklaard. Dit bemoeilijkte de relatie tussen hen en de lokale notabelen, die voor het merendeel volgers waren van het Concilie van Chalcedon. De geestelijken van Africa verzetten zich tegen een, in hun ogen, dubbele bedreiging: de overheersing van de barbaren en die van de ketters.
De Vandalen verplichtten de bevolking tot totale trouw aan hun macht en geloof. Zij die probeerden zich tegen de Vandalen of het arianisme te verzetten werden dus vervolgd: talloze geestelijken werden gemarteld, gevangen genomen of verbannen naar kampen ten zuiden van Gafsa. Economisch gezien legden de Vandalen de kerk een confiscatiebeleid op waar de grootgrondbezitters onder moesten lijden. Hun domeinen en slaven werden doorgegeven aan de ariaanse geestelijken. Dit beleid verhardde toen Hunerik zijn vader opvolgde. Hij begon een bloedige vervolging van de manicheïsten en vervolgens verbood hij iedereen die niet tot de officiële kerk behoorde een rol in het openbaar bestuur te vervullen.

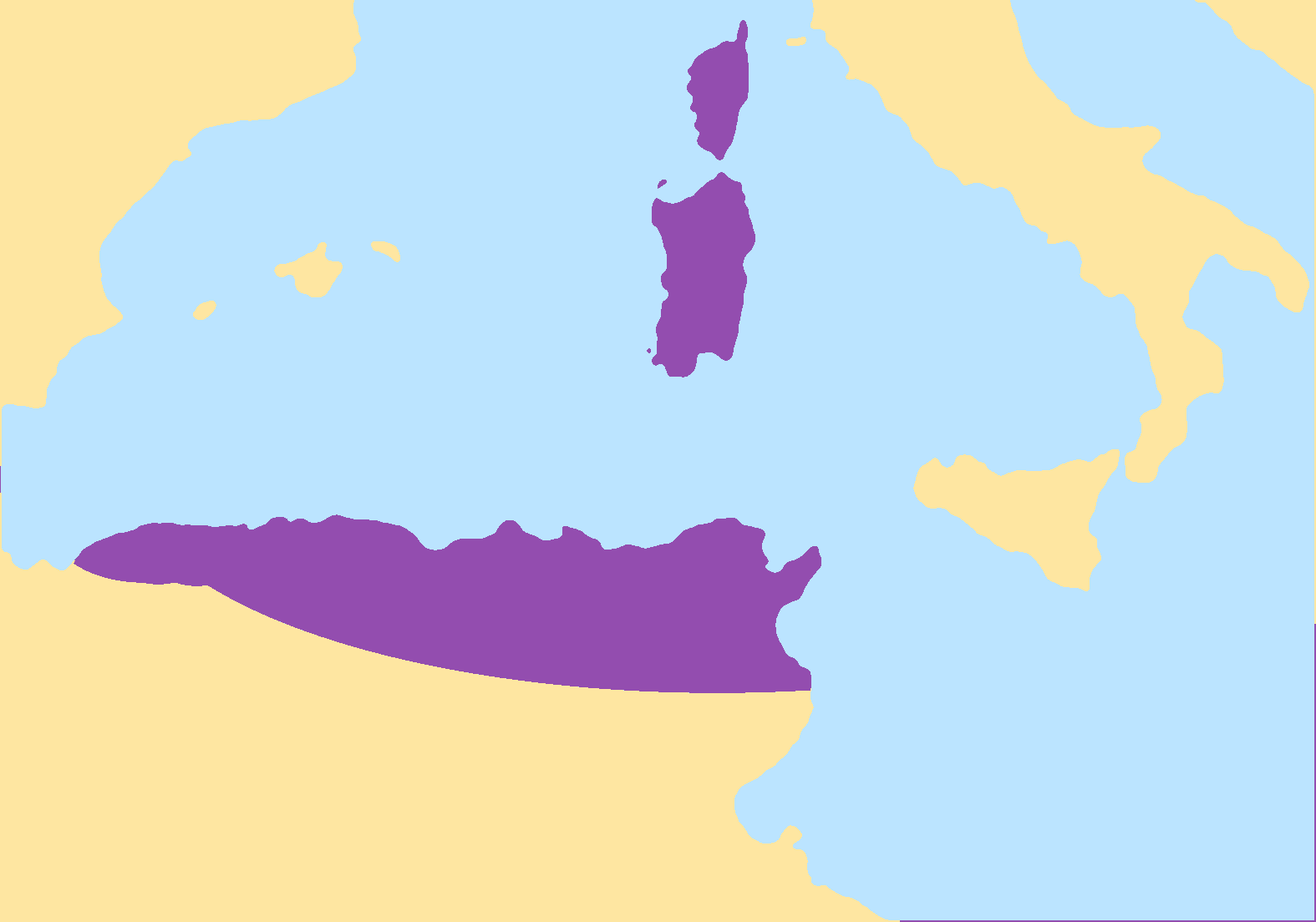
Het Vandaalse koninkrijk rond 455

Na Huneriks overlijden volgden zijn neven Gunthamund en daarna Thrasamund hem op. Zij vervolgden het ‘arianiseringsbeleid’. De chalcedonistische geestelijkheid werd overladen met belastingen en boetes en Thrasamund veroordeelde 120 bisschoppen tot verbanning. In literaire werken over de tijd van de Vandalen, met name in het werk van Victor Vitensis, wordt deze manier van regeren scherp veroordeeld. De archeologie doet verslag van enorme verwoestingen ten tijde van het Vandaalse Rijk. Het theater en odeon van Carthago zijn daarvan het bewijs. Toch ziet het merendeel van de moderne historici deze periode slechts als een klein onderdeel van de geschiedenis, als een gebeurtenis van korte duur.
De Latijnse cultuur bleef echter grotendeels bewaard en het christendom bloeide, zolang er maar geen verzet was tegen het heersende gezag. De over de oude en rijkste Romeinse provincie van het Keizerrijk heersende Vandalen gaven zich over aan de ‘douceur de vivre’ van Tunesië. Het animo voor het leger had daar zodanig onder te lijden dat men de voorkeur gaf aan het rekruteren van inheemse, merendeels geromaniseerde Berbers. Het Vandaalse grondgebied dat ingeklemd lag tussen Berberse vorstendommen, werd aangevallen door stammen van kamelendrijvers: hun nederlaag in de Slag bij Tricameron in december 533 liet het verval van de militaire macht van de Vandalen zien.

### De Byzantijnse periode
Carthago werd gemakkelijk ingenomen door de Oost-Romeinen, ofwel de Byzantijnen, aangevoerd door de door Justinianus I gestuurde Belisarius. Het belangrijkste doel van keizer Justinianus was het verkrijgen van de macht in het westelijk Middellandse Zeegebied om zo de eenheid in het Romeinse Rijk te herstellen. Het uit legioensoldaten, vooral Herulen en Slaven, bestaande Byzantijnse leger versloeg de eerder zo gevreesde cavalerie van de Vandalen. Hun laatste koning, Gelimer, gaf zich in 534 over. Vervolgens legden de Byzantijnen hoge belastingen op en lokten daarmee verzet van de Berbers uit. Het merendeel van de Vandalen werd als gevangene naar het Oost-Romeinse Rijk (Anatolië) gedeporteerd, terwijl anderen, vrijwillig of gedwongen, als hulpsoldaat van de Herulen en de Slaven in het leger werden tewerkgesteld. Zo konden zij in het land blijven, terwijl het Romeinse bestuur weer werd opgebouwd.

Het Oost-Romeinse Rijk onder keizer Justinianus

Bij het Concilie van 534 riep de bisschop van Carthago 220 van zijn collega’s bij elkaar om te protesteren tegen de Romeinse overheersing. Dit concilie verklaarde dat hoewel de keizer zorgde voor de naleving van de geestelijke richtlijnen, dat niet betekende dat hij die wetten ook moest bepalen. Justinianus reageerde: de afvalligen konden gestraft worden met lijfstraffen of verbanning, terwijl de grootste twijfelaars vervangen zouden worden door mannen die de keizer zijn toegewijd. De Kerk van Carthago werd dus op zijn plek gezet en Carthago werd de zetel van het bisdom Africa.
Aan het eind van de 6e eeuw werd de regio onder toezicht geplaatst van een exarch met zowel burgerlijke als militaire macht en grote autonomie ten opzichte van de keizer. In naam van de Kerk, maakten de exarchen jacht op het heidendom, wat onder de Berbers nog veelvuldig bestond, en streden zij tegen het jodendom en de ‘christelijke ketterij’.
Terwijl de byzantijnse keizers hen hun gang lieten gaan, strandden zij echter op het monotheletisme: de opstand nam toe in de confederaties van polytheïstische of monotheletistische permanent gevestigde en over de vorstendommen verspreide stammen. Deze Berberse stammen waren gevaarlijker voor het centrale Byzantijnse gezag dan ze zelf in de gaten hadden. Het aan het bestuur ondergeschikte, door de fiscus uitgebuite en aan misbruik door de leiders blootgestelde volk, betreurde dat de tijd van de Vandalen voorbij was. Voordat deze door de Arabieren in 698 werd ingenomen, werd de hoofdstad en in zekere zin ook de provincie Africa voor het grootste deel verlaten door haar Romeinse en Griekse bewoners en ingenomen door de uit de bergen en woestijn afkomstige Berbers. Abdelmajid Ennabli noemde Carthago een stad die in de steek was gelaten door het centrale gezag dat zijn eigen overleving vooropstelde. Vanaf het begin van de 7e eeuw laten archeologische vondsten een wending zien.

## Islamitische middeleeuwen
Dit tijdperk werd gekenmerkt door de verstedelijking van het land en de opkomst van grote denkers als Ibn Khaldun, historicus en grondlegger van de moderne sociologie.

### Islamisering en arabisering van het grondgebied

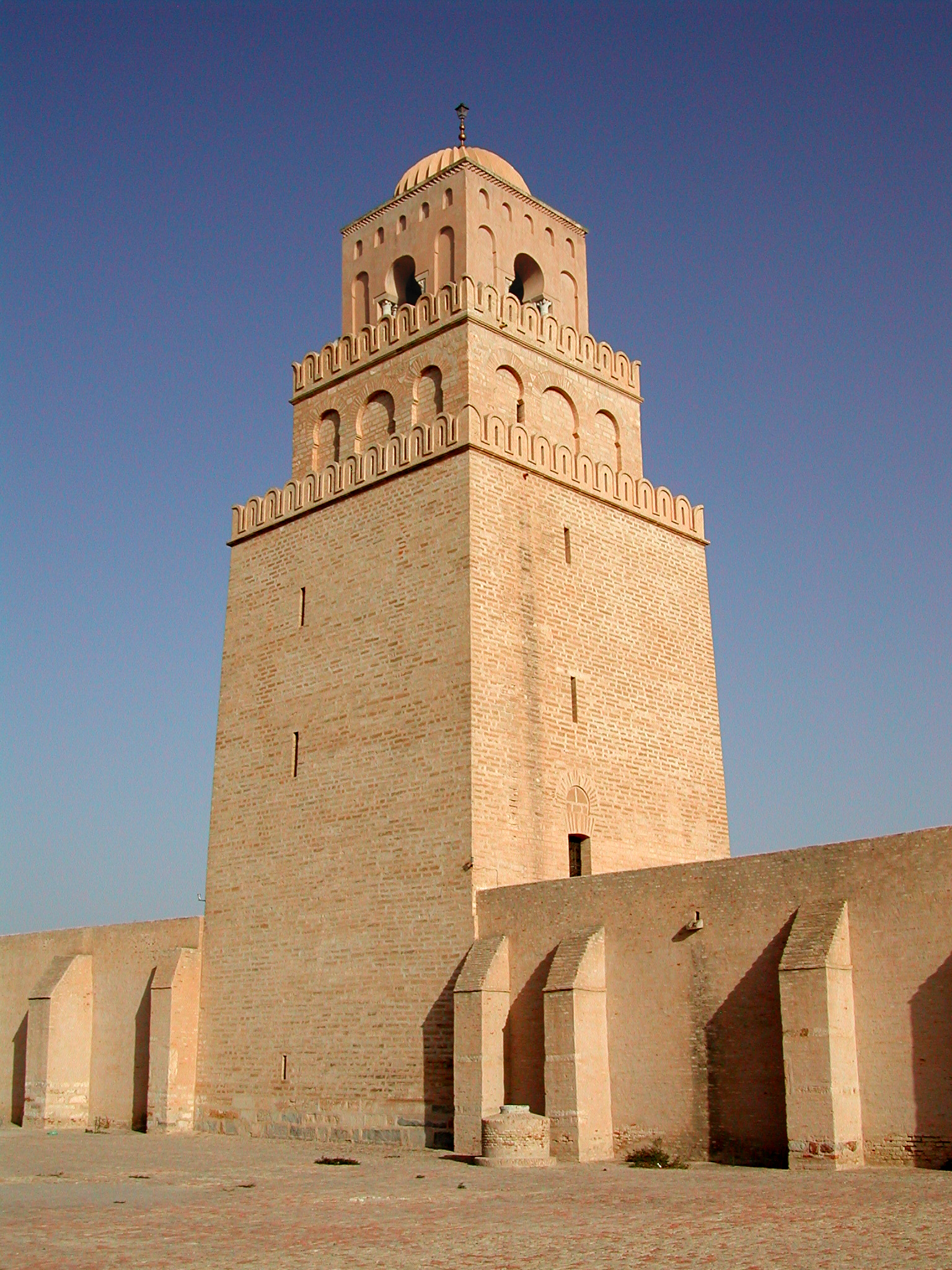
Minaret van de Grote Moskee van Kairouan

Er waren drie expedities nodig voordat de Arabieren erin slaagden om Tunesië te veroveren. De volksstammen pasten zich niet eenduidig aan de situatie aan en de nieuwe overheersers kregen met verzet, verloochening en syncretisme te maken. De arabisering voltrok zich dus nog langzamer.
De eerste expeditie vond plaats in 647. De exarch Gregorius werd bij Sbeitla verslagen, wat het bestaan van zwakke punten bij de Byzantijnen illustreerde. In 661 eindigde een tweede offensief met de inname van Bizerte. De derde in 670 door Uqba Ibn Nafi gevoerde expeditie was beslissend: hij stichtte in hetzelfde jaar de stad Kairouan, en ook de grote moskee. Deze stad werd de uitvalsbasis voor expedities tegen de noordelijke en westelijke Maghreblanden. De complete invasie was gedoemd te mislukken door de dood van Ibn Nafi in 683. Een Moorse leider, Kusaila, nam Kairouan opnieuw in. Generaal van de Ghassaniden, Hassan Ibn Al Numan, slaagde er in 695 in, om samen met een machtig Arabisch leger de exarch te verslaan en Carthago in te nemen. Het enige verzet kwam van enkele Berbers die door de Kahina werden geleid. De Byzantijnen maakten gebruik van hun superioriteit op zee en lieten een leger aan land gaan dat in 696 bezit nam van Carthago, terwijl de Kahina de strijd tegen de Arabieren in 697 won. Deze laatsten echter, slaagden er in 698 tijdens een nieuwe poging in, om de Kahina te verslaan en te doden en Carthago definitief in te nemen. Carthago werd meer en meer verlaten in ruil voor een nieuwe dichtbijgelegen haven, Tunis, en de in het westelijk Middellandse Zeegebied zeer actieve moslims begonnen Sicilië en de Italiaanse kusten te plunderen.
In tegenstelling tot voorgaande bezetters namen de Arabieren geen genoegen met de kustgebieden en waren zij erop uit om het binnenland te veroveren. Na aanvankelijk verzet, bekeerden de Berbers zich tot de godsdienst van hun overwinnaars, vooral omdat zij in hun glorieuze leger werden gerekruteerd. Binnen de muren van nieuwe ribats, zoals in Kairouan, ontstonden religieuze opleidingscentra. Ook werd rond 732 in Tunis de Ez-Zitouna-moskee opgericht door de Omajjaden. De invloed van deze beweging met sympathie voor de islam zou worden onderschat. Overigens werd door velen die weigeren te integreren, de dominante godsdienst verworpen en vastgehouden aan het kharidjisme: ketterij ontstaan in het Oosten en die gelijkheid tussen Moslims zonder onderscheid naar ras of klasse voorstond. In 745 namen Berberse kharidjieten, onder leiding van Abu Qurra uit de stam van Banu Ifran, Kairouan in.
De regio bleef tot 750, als de strijd tussen de Omajjaden en de Abassiden ten gunste van laatstgenoemden werd beslecht, een Omajjadische provincie. Van 767 tot 776 namen de Berberse kharidjieten onder leiding van Abu Qurra het hele grondgebied in bezit, maar uiteindelijk trokken zij zich terug in hun koninkrijk van Tlemcen, nadat zij de toenmalige leider van Tunesië, Omar ibn Hafs, bijgenaamd Hezarmerd, omgebracht hadden.

### Aghlabiden

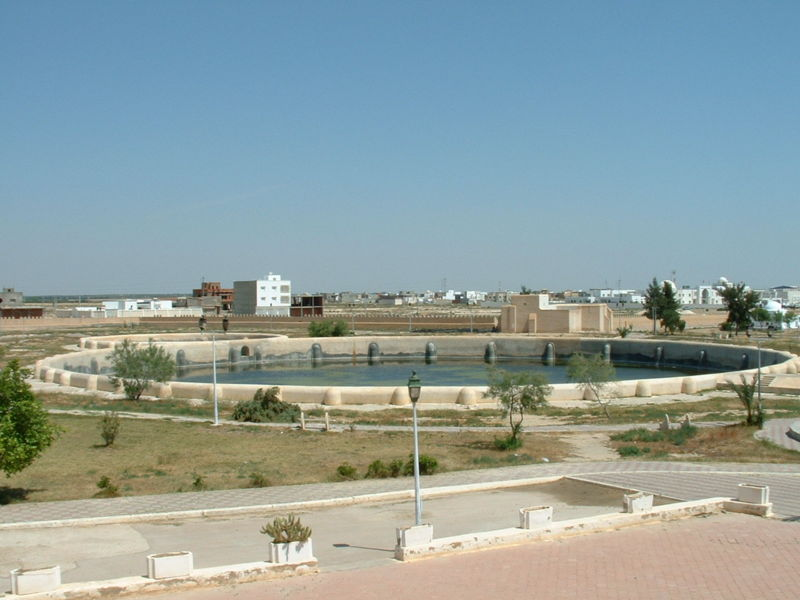
Bassins van de Aghlabiden in Kairouan

In 800 delegeerde de Abbasidische kalief, Haroen ar-Rashid, zijn macht in Ifriqiya aan emir Ibrahim ibn Al-Aghlab en gaf hem het recht zijn functies via overerving door te geven. Al-Aghlab stichtte de dynastie van de Aghlabiden, die een eeuw lang over de centrale en oostelijke Maghreblanden regeerde. Het grondgebied genoot een formele onafhankelijkheid, die geheel te danken was aan het Abbasidische gezag. Daardoor bleven de Aghlabidische emirs trouw aan de Abbasidische kalief, hoewel zij onder Al Ma’moen (813-833) jaarlijks wel een heffing van 120 tapis betaalden.

De invloedssfeer van de aghlabiden op haar hoogtepunt

Tunesië werd een belangrijk cultureel centrum, en met Kairouan en het voor de geleerden opengestelde Huis der Wijsheid en de grote moskee een vermaard intellectueel centrum. De na de moskee van Kairouan op een na grootste moskee van Tunesië, de Ez-Zitounamoskee, werd geheel herbouwd. Het door Uqba ibn Nafi als een ‘islamitisch bolwerk tot het einde der tijden’ omschreven Kairouan werd, voordat het ingeruild werd voor de ‘vazalsteden’ Raqqada en El Abbasiyya, tot hoofdstad gekozen.
Dankzij de import van goud uit Nigritia was de economische bloei in de Maghreblanden in Ifriqiya het grootst. Er werd een goed waterbeleid gevoerd, waardoor de landbouw zich ontwikkelde: veel Romeinse waterwerken werden gerenoveerd, met name de cisterne van Sofra in Sousse, en er werden flink wat waterwerken gebouwd, waaronder de waterbekkens bij Kairouan.
Uit militair oogpunt richtten de Aghlabiden vestingwerken op, met name de vestingmuren van Sfax en de ribats van Sousse en Monastir. Zij rustten zich uit met een machtige gevechtsvloot, om het vanaf de zee komende sjiitische gevaar op afstand te houden. Ondertussen onderhielden zij goede relaties met Egypte en het koninkrijk Tahert. Die vloot en stevige verdedigingswerken maakten het bovendien mogelijk om Malta in te nemen, maar vooral om onder Zyadat Allah I (817-838) in 827 Sicilië aan te vallen, en daarna onder Abu Ibrahim II (875-902) in 902 te overmeesteren. Aan het eind van zijn regeringsperiode werd Tunis tot het jaar 909 de hoofdstad van het emiraat.

### Fatimiden en Zbiriden
Geholpen door de Berbers die zich weigerden over te geven aan de Aghlabiden, viel Abu Abd Allah asch-Schi'i, afstammeling van Fatima Zahra – dochter van Mohammed en vrouw van de door de sjiieten vereerde Ali ibn Aboe Talib - hun koninkrijk aan. Gesteund door de stammen van Kutama, die een fanatiek leger vormden, deed de actie van de nieuwbekeerde Ismaïliet in een vijftiental jaren het emiraat verdwijnen (893-909).

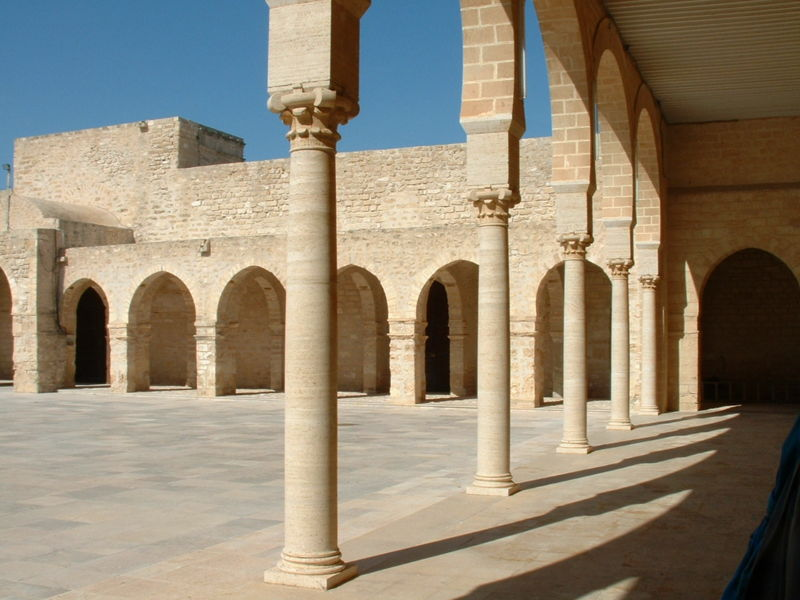
Grote Moskee van Mahdia

In december 909 benoemde Abdullah al-Mahdi zichzelf tot kalief en stichtte de dynastie van de Fatimiden, die de aan het Soennisme gelieerde Omajjadische en Abbasidische kaliefen tot onrechtmatige veroveraars verklaarde. Door het strenge belastingbeleid en de vastberadenheid de sjia te verplichten, stuitte die dynastie op grote tegenstand, getuige het in 911 verijdelde complot. Door toezicht te houden op de karavaanwegen en op de handel met Afrika ten zuiden van de Sahara, verspreidde het Fatimidische kalifaat zich, ondanks de tegenstand, meer en meer over heel Noord-Afrika. In 921 werd Mahdia opgericht en tot hoofdstad van het kalifaat benoemd. Daarmee was Mahdia de eerste door de Arabieren aan de kust gestichte hoofdstad.
In 945 organiseerde Abu Yazid, van de grote stam van Banu Ifran, zonder succes een Berberse revolutie om de Fatimiden te verjagen. De derde kalief, Al-Mansur, verplaatste daarop de hoofdstad naar Kairouan en nam in 948 Sicilië in. Terwijl de dynastie van de Fatimiden, drie jaar na haar uiteindelijke overwinning en zonder de heerschappij over Ifriqiya los te laten, haar basis in 972 richting het oosten verplaatste, vertrouwde kalief Al-Mu'izz de zorg over de provincie toe aan Bologhine ibn Ziri, stichter van de dynastie van de Ziriden. Tegelijkertijd startte hij een expeditie richting de Oriënt, waar hij in 973 Caïro stichtte.
De Ziriden werden beetje bij beetje steeds onafhankelijker van de fatimidische kalief. Dit bereikte zo halverwege de 11e eeuw zijn hoogtepunt met een breuk met de al zo lang heersende oppermacht. Dientengevolge werd Al-Mu'izz ben Badis door de abbasidische kalief van Bagdad geridderd en daarmee werd het tijdperk van de Berberse emancipatie ingeluid. Als antwoord op dit verraad stuurden de Fatimiden Arabische nomadenstammen van Egypte naar Ifriqiya. De komst van deze stammen gaat terug naar 1048, maar volgens enkele bronnen zou het nog eerder kunnen zijn geweest. Deze volgers van Banu Hilal – hun aantal werd geschat op 50.000 strijders en 200.000 bedoeïenen – gingen op weg, nadat zij in naam van het fatimidische kalifaat eigendomsbewijzen hadden gekregen. Terwijl Kairouan vijf jaar standhield voordat het werd bezet en geplunderd, beleefde Al-Mu’izz ben Badis vlak bij Gabès zijn eerste nederlaag. Hij verschuilde zich vervolgens in 1057 in Mahdia terwijl de nomaden zich verder verspreidden richting Algerije. De vallei van de Medjerda bleef de enige door handelaars gebruikte route. In 1087 onder Tamim (1062-1108), zoon van ben Badis, kwamen de Pisanen en Genuezen, aangemoedigd door Paus Victor III korte tijd de stad binnen en plunderden deze. Na de mislukte poging om zich op het weer door de Noormannen ingenomen Sicilië te vestigen, zette de Ziridische dynastie zich negentig jaar lang zonder succes in om een deel van dat grondgebied terug te winnen om van daaruit piraterij-expedities te organiseren en om zich aan de handel op zee te verrijken. De Noormannen namen in 1148 Mahdia in en handhaafden zich daar gedurende een twaalftal jaren. Daarna werd Ifriqiya verdeeld tussen de Hammadiden in Tunis, de laatste Ziriden, de Noormannen van Sicilië en de prinsen Banu Hilal, die zich allemaal op hun beurt deden gelden.
Economisch gezien, verwoestten de Banu Hilal de cultuur en plunderden zij de dorpen, en dwongen zo de plattelandsbevolking zich terug te trekken in de steden. Uitgestrekte landbouwdomeinen vielen terug aan de steppe. Dit leidde tot een algehele stilstand. De kuddes van de Banu Hilal, bestaande uit geiten, schapen en ezels, waren echter beter aangepast aan deze begroeiing en het fokken van dromedarissen maakte het de herders mogelijk om verder richting het zuiden te migreren. Politiek gezien betekende de val van Kairouan de aftakeling van de centrale Ziridische macht en dit leidde tot de oprichting van leengoeden waarover de Ziridische leiders tol betaalden aan de Banu Hilal, die de baas was in hun gebied. De stad Tunis deed zelfs een beroep op de Hammamiden die Abd al-Haq ibn Khourassan aanstelden als gouverneur. Zo ontstond onder dynastie van de Khourassaniden een onafhankelijk vorstendom, dat van Tunis een welvarende stad maakte. Zij bleven aan de macht totdat ze in 1159 door de Almohaden werden onttroond.
De Arabische historici zijn het er unaniem over eens dat deze migratie, gekenmerkt door een voortgaande verspreiding van hele families waardoor het traditionele evenwicht tussen de nomaden en de honkvaste Berbers werd verbroken, het meest beslissende moment in de Middeleeuwen in de Maghreblanden is geweest. De sociale en etnische gevolgen van deze rassenvermenging tekenden voorgoed de geschiedenis van de Maghreb. Sinds de tweede helft van de 7e eeuw bleef het Arabisch voorbehouden aan de stedelijke elite en aan de mensen aan het hof. Met de invasie van de Banu Hilal worden de Berberse dialecten min of meer beïnvloed door het Arabisch, vooral door het Arabisch van Oost-Ifriqiya.

### Almohaden

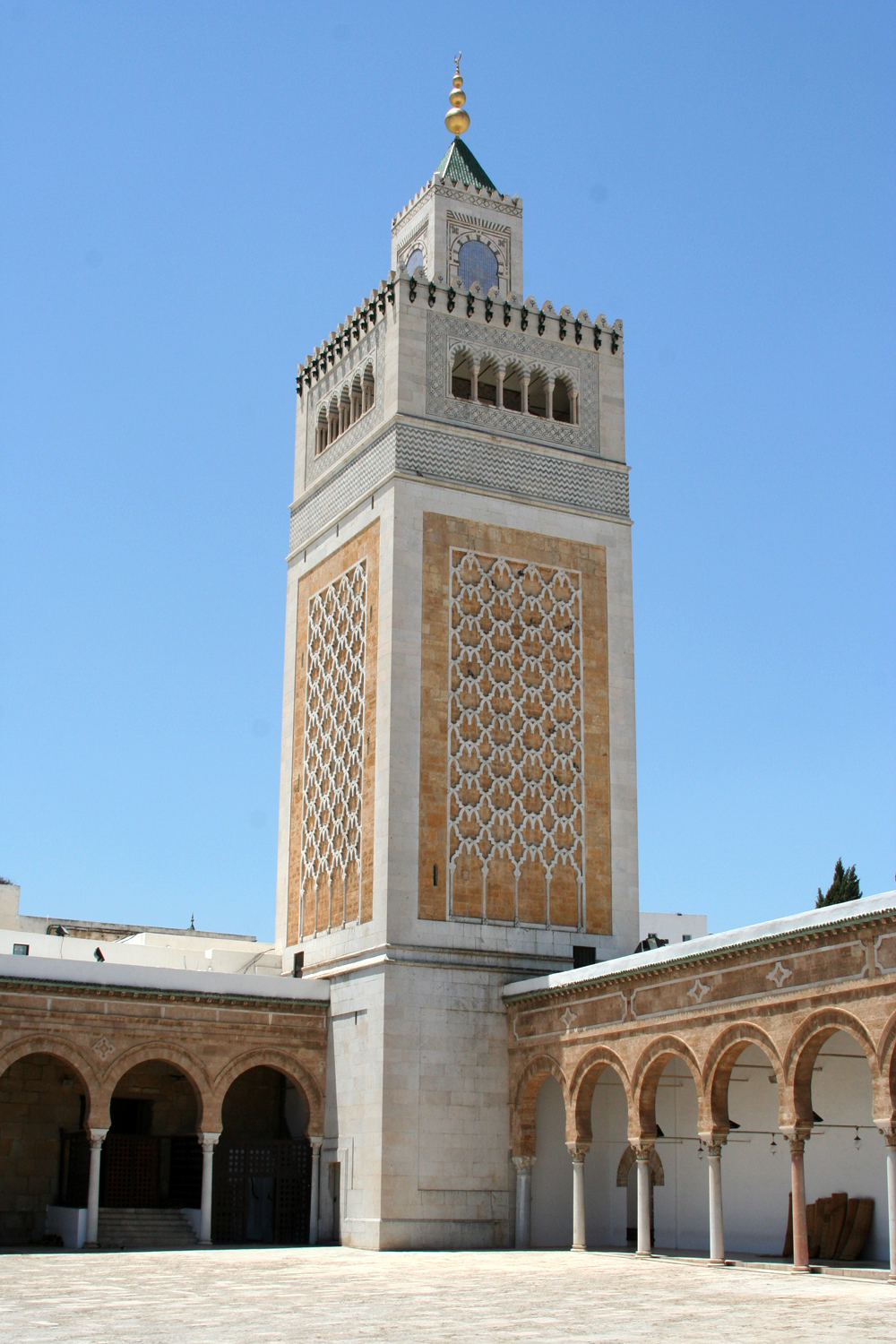
De minaret van de Moskee van Zitouna in Almohadische stijl

Uiteindelijk echter werd het totale grondgebied van Ifriqiya, tijdens de expeditie vanaf de havens van Honaine en Oran in 1159, bezet door het leger van de sultan van de Almohaden, Abd al-Mu'min ibn Ali.
Aan het begin van de 12e eeuw werd Tunesië regelmatig aangevallen door de Noormannen uit Sicilië en Zuid-Italië, die gestationeerd waren in het koninkrijk van Sicilië. In 1135 nam Rogier II, koning van de Noormannen, Djerba in. In 1148 vielen ook Mahdia, Sousse en Sfax in hun handen. In de daaropvolgende jaren werden zij echter meer en meer verjaagd door een 200.000 koppen tellende vloot van Almohaden. In zeven maanden werden de Noormannen teruggedrongen naar Sicilië en hun laatste vesting, Mahdia, werd in 1160 door de Almohaden herwonnen.
Tegelijkertijd voltrok zich voor het eerst de politieke eenwording van de Maghreblanden en daarmee feitelijk de stichting van de machtigste Noord-Afrikaanse moslimstaat van de Middeleeuwen. De economie floreerde. Er ontstonden handelsrelaties met belangrijke steden van het Middellandse Zeegebied (Pisa, Genua, Marseille, Venetië en enkele Spaanse steden). Deze bloei gold ook voor de cultuur: de eeuw van de Almohaden werd dan ook beschouwd als ‘de gouden tijd’ van de Maghreb. Er ontstonden in die tijd grote steden en de mooiste moskeeën werden opgericht.

### Hafsiden

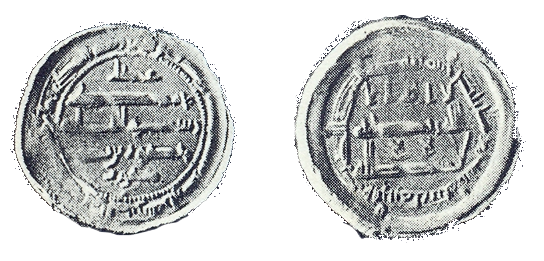
Hafsidische muntstukken in het Museum van Bardo

De Almohaden vertrouwden Tunesië toe aan Abu-Muhàmmad Abd-al-Wàhid ibn Abi-Hafs, maar zijn zoon Abu Zakariya brak met hen en stichtte in 1228 de nieuwe dynastie van de Berbers. De onafhankelijkheid werd in 1236 verkregen en Tunesië werd tot 1574 door deze dynastie geleid. Vanwege de tijdsduur was dit de belangrijkste Tunesische dynastie. Tunis werd tot hoofdstad benoemd en de stad ontwikkelde zich dankzij de handel met de Venetianen, de Genuezen, de Aragonezen en de Sicilianen.
De opvolger van Abu Zakariya, Muhammad I al-Mustansir, benoemde zich in 1255 tot kalief en vervolgde het beleid van zijn vader. Tijdens zijn bewind vond de tweede kruistocht van Lodewijk IX van Frankrijk plaats. Deze kruistocht liep op een mislukking uit. Eenmaal neergestreken in Carthago stierf de koning in 1270 aan de pest, te midden van zijn door dezelfde ziekte uitgedunde leger. In 1319, vergrootten de Hafsiden onder leiding van Abu Bakr II (1318-1346) hun territorium in westelijke richting tot aan Constantine en Béjaïa en in oostelijke richting tot aan Tripolitanië. Bij zijn dood in 1346 zonk het koninkrijk weg in anarchie. Buiten het avant-gardistische werk van Ibn Khaldun, liet het intellectuele leven dat twijfelt tussen ‘enigszins decadente Andalusische en nietszeggende oosterse invloeden’ gedurende de tijd van de Hafsiden een forse terugval zien. Ibn Khaldun zelf bleef overigens weinig bekend, hoewel Ali Bey te Fes een kopie van zijn oeuvre maakte zodat alle Tunesische geletterden over een exemplaar van het werk van hun illustere landgenoot konden beschikken. De Franse historicus Charles-André Julien betitelt de Hafsiden als handhavers van een beschaving waaraan zij niet veel nieuws hebben bijgedragen.

## Regentschap Tunis

### Rivaliteit tussen Ottomanen en Spanjaarden in het Middellandse Zeegebied
De Hafsiden van Tunis raakten aan het eind van hun krachten en verloren na de slag bij Kairouan in 1348, beetje bij beetje, de macht over hun grondgebied aan de Meriniden van Abu Inan Faris, terwijl Ifriqiya, dat volop werd getroffen door de pest van 1384, nog steeds te lijden had onder een reeds door Banu Hilal ingezette ontvolking. Vanaf toen arriveerden de Andalusische joden en moslims die het verval van het Koninkrijk Granada in 1492 ontvluchtten. Hierdoor ontstonden integratieproblemen. De Spaanse vorst Ferdinand van Aragon en zijn vrouw Isabella van Castilië besloten daarop, teneinde hun eigen kusten te beschermen, hun Reconquista te vervolgen tot op de kust van de Maghreb. In een twaalftal jaren namen zij de steden Mers-el-Kébir, Oran, Béjaïa, Tripoli en het eilandje tegenover Algiers in.

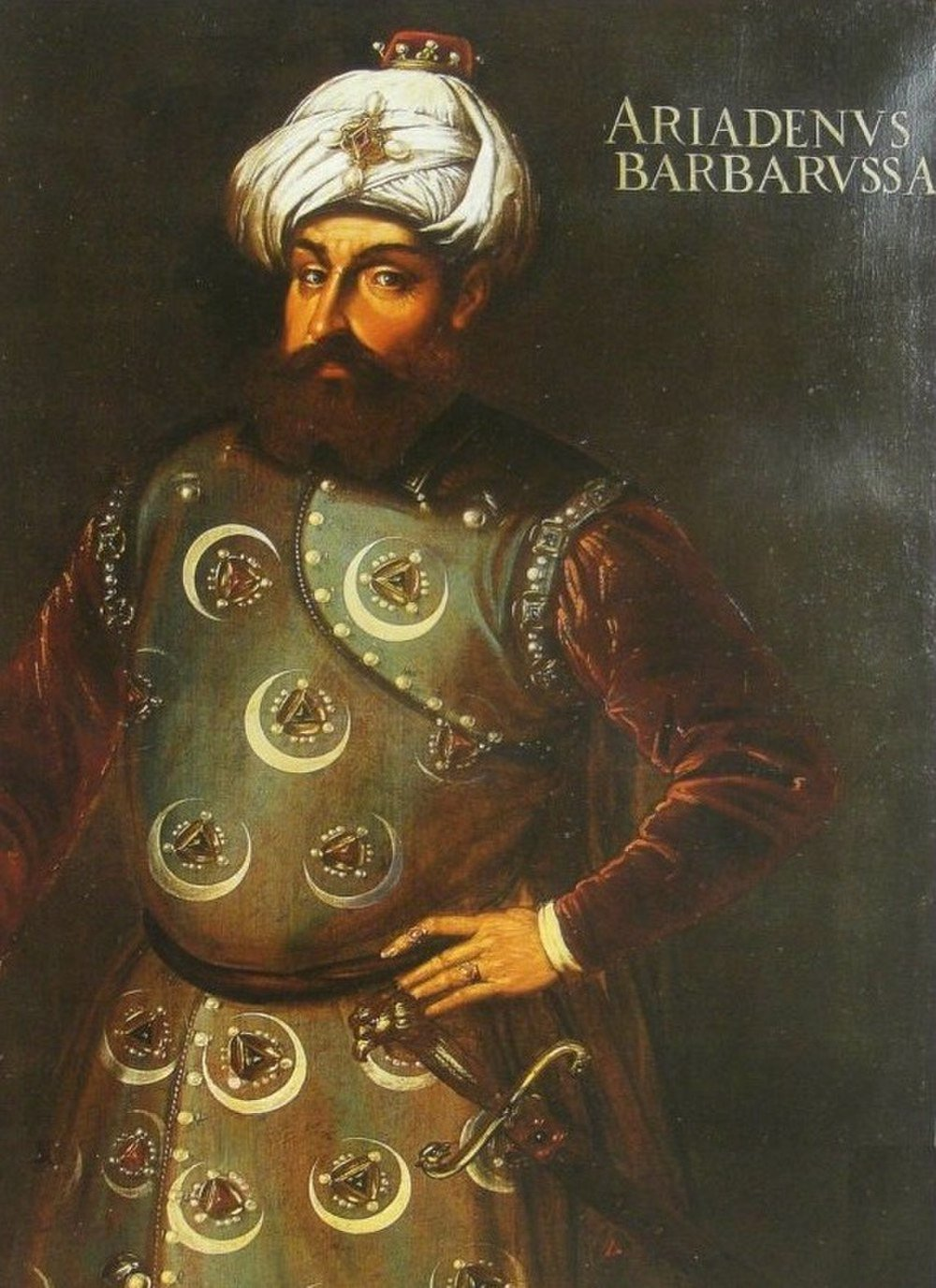
Khayr ad-Din Barbarossa

Om zich van Spanje te bevrijden, riepen de autoriteiten van de steden de hulp in van twee beroemde, van het eiland Lesbos in de Egeïsche Zee afkomstige, piraten: de broers Baba Aruj en Khair ad-Din Barbarossa. Volgens de Franse historicus Fernand Braudel was piraterij in het Middellandse Zeegebied in die tijd een oude en algemeen verbreide gewoonte. Hun interventie was van groot belang en luidde een periode van conflicten tussen Spanje en het Ottomaanse Keizerrijk in, met als inzet de heerschappij over het grondgebied van de Maghreb zonder Marokko en over het westelijk deel van het Middellandse zeebekken. De broers Barbarossa maakten handig gebruik van de gunstige situatie in Tunesië. Baba Aruj kreeg namelijk van de ten einde raad zijnde Hafsidische vorst het recht om de haven van La Goulette en later het eiland Djerba als uitvalsbasis te gebruiken. Omringd door Turkse zeemannen, zoals Turgut Reis, en door Calabrische, Siciliaanse, Corsicaanse en Deense zeemannen, waren deze piraten in Europa bekend onder de naam Barbaren, die afstamde van de namen Berbers en Barbarossa. Na de dood van Aruj verklaarde zijn broer Khair zich tot vazal van de sultan van Istanbul. Benoemd tot grootadmiraal van het Ottomaanse Keizerrijk, nam hij in 1534 Tunis in, maar hij moest zich na de Slag om Tunis in 1535 terugtrekken omdat de stad was ingenomen door de door Keizer Karel V geleide armada (400 schepen). De rechten van de Hafsidische sultan werden onder Karel V hersteld en het land kwam onder voogdij van het Spaanse Koninkrijk. Intussen voorzag de Ottomaanse regering zich van de vloot die zij nog nodig hadden. In 1560 bereikte Turgut Djerba, en in 1574 werd Tunis heroverd door de Ottomanen. Tunis werd in 1575 tot provincie van het Ottomaanse Keizerrijk gemaakt. Hoewel de Turkse gouverneurs afgeschermd in de havens leefden, bleven de bedoeïenen aan zichzelf overgeleverd. In 1581 erkende Filips II van Spanje de heerschappij van Turkije over het regentschap Tunis, en ook over Algiers, Cyrenaica en Tripolitanië. Voor de christenen werden dat Barbaarse regentschappen. Vanaf toen namen Engeland en Frankrijk het in het westelijk Middellandse Zeegebied over van Spanje: Engeland bombardeerde de Barbaarse bases in 1622, 1635 en 1672 en Frankrijk deed dat in 1661, 1665, 1682 en 1683.

### Voortschrijdende emancipatie
De Ottomanen kregen ondanks hun overwinningen echter nauwelijks vaste voet aan de grond in Tunesië. Slechts tijdens de regeringsperiodes van Ali II ibn Hussein (1759-1782) en Hammouda Pacha Bey (1782-1814) veroverden zij het binnenland. Gedurende de 17e eeuw werd de rol van de Ottomanen steeds kleiner. Dit ten gunste van lokale leiders die zich steeds meer losmaakten van het voogdijschap van de sultan van Istanbul, ook omdat er slechts 4000 Turkse janitsaren in Tunis gestationeerd waren. Na enkele jaren van Turkse regering, kwamen deze janitsaren in 1590 in opstand en stelden een dei als staatshoofd aan. De eerste dei was niemand minder dan de van Rhodos afkomstige pasja Ibrahim Roudesli. Hij was in functie van 1591 tot 1593. Onder hem stond de bei die het grondgebied beheerde en de belastingen inde. Het duurde niet lang of de bei werd de belangrijkste persoon in het regentschap naast de pasja, die de ererol van afgevaardigde van de Ottomaanse sultan trouw bleef vervullen, zodat uiteindelijk een dynastie van de bei werd gesticht door Murad Bey in 1612.
In dezelfde periode vierde de piraterij hoogtij, want de groeiende autonomie ten opzichte van de sultan veroorzaakte een vermindering van zijn financiële steun en om te overleven moest het regentschap dus het aantal kapingen op zee opvoeren. Op 15 juli 1705 stichtte Hussein Ben Ali Turki de dynastie van de Hoesseinieten. Hij verenigde de functie van dei, bei en pasja in zich, en beschikte over zowel het hooggerecht als het laaggerecht. Zijn besluiten hadden de kracht van wetten. Hoewel Tunesië nog steeds officieel een provincie van het Ottomaanse Keizerrijk was, kreeg het in de 19e eeuw toch een grote autonomie, met name onder Ahmad I ibn Mustafa, die van 1837 tot 1855 regeerde en een moderniseringsproces op gang bracht. In die tijd onderging het land grondige hervormingen, zoals de afschaffing van de slavernij op 26 januari 1846 en de aanname van een grondwet in 1861, de eerste grondwet in de Arabische wereld. Het land had zelfs, op een haar na, een onafhankelijke republiek kunnen worden. Tunesië, uitgerust met een eigen munt en een eigen onafhankelijk leger, voerde in 1831 haar eigen vlag in. De omvang van blijvende Turkse invloeden in Tunesië is moeilijk te meten. Enkele monumenten laten de Turkse invloeden nog zien: de veelvormige en cilindrische minaretten en de moskeeën met een grote centrale koepel, zoals die van de Sidi Mahrezmoskee in Tunis.
In de tapijtkunst, die volgens sommigen al bestond voor de komst van de Ottomanen, zag men in de 18e eeuw op tapijten, afkomstig uit Kairouan, puur Anatolische voorstellingen. Ondanks deze zichtbare invloed op handgemaakte producten, drukte buurland Italië in de loop van de 18e eeuw een steeds duidelijker stempel op zowel de architectuur als op ornamenten. Dit bewijst dat Tunesië zich openstelde voor Europa.

### Hoogtepunt van de machtsstrijd
Aan het begin van de 16e eeuw bevond het door de Ottomanen Maghreb genoemde Noord-Afrika zich midden in een periode van verval en maakte het een ernstige politieke crisis door. Deze wanorde bevorderde het ontstaan van kleine vorstendommen en van onafhankelijke havensteden die de piraterij weer deden opleven.
De ‘wedloop’ bereikte zijn hoogtepunt onder Hammuda al-Husain (1782-1814). Onder zijn bestuur namen boten die vertrokken vanuit de havens van Bizerte, La Goulette, Porto Farina, Sfax en Djerba bezit van Spaanse, Corsicaanse, Napolitaanse en Venetiaanse schepen. De regering onderhield in die tijd zo’n vijftien à twintig piraten. Eenzelfde aantal zou verbonden zijn aan compagnieën of particulieren, onder wie soms hooggeplaatste personen als de garde des Sceaux Sidi Mustapha Khodja, en de kaïds van Bizerte, Sfax en Porto Farina. Deze piraten stonden van elke vangst, waaronder ook christelijke slaven, een percentage aan de regering af. Vredesverdragen verschenen in de 18e eeuw in groten getale: met Oostenrijk in 1748 en 1784, Venetië in 1764, 1766 en 1792, Spanje in 1791 en met de Verenigde Staten in 1797. Deze reguleerden de machtsstrijd en beperkten de gevolgen ervan. In de eerste plaats legden zij bepaalde eisen op (bezit van paspoorten zowel voor vaartuigen als voor bemanning) en ook legden zij de voorwaarden voor de zeevangst vast (afstand tot de kusten), om op die manier mogelijk misbruik te voorkomen. Het duurde nog tot het Weens Congres en het Congres van Aken voordat de Europese mogendheden de Barbarijse staten sommeerden een einde te maken aan de machtsstrijd. Na interventie van de Fransen in 1836 had deze oproep effect en werd deze definitief opgevolgd.

### Van ondervoogdijstelling naarFrans protectoraat
Vanwege het ruïneuze beleid van de beis, de belastingverhoging en de buitenlandse inmenging in de economie, ondervond het land steeds ernstiger financiële problemen. Al deze factoren dwongen de regering tot het uitroepen van een bankroet in 1869 en tot het oprichten van een internationale Brits-Frans-Italiaanse financiële commissie. Op 1 mei 1864 werd de grondwet zelfs opgeschort. Dat bood de grote Europese mogendheden, Frankrijk, Italië en Groot-Brittannië, de mogelijkheid het land binnen te komen. Nog maar net onafhankelijk in 1873 onder Hayreddin Pasha, verviel Tunesië weer onder het juk van een buitenlandse mogendheid.
Het regentschap ontpopte zich vanwege de geografische ligging van het land, op het scharnierpunt van het Westelijk en Oostelijk Middellandse Zeebekken, al snel tot een uiterst belangrijke strategische kwestie. Tunesië werd daarom inzet van rivaliteit tussen Frankrijk en Italië. Frankrijk wilde de grenzen met Algerije veilig stellen en voorkomen dat Italië door de toegang tot het oostelijk Middellandse Zeegebied te controleren haar plannen in Egypte en de Levant dwarsboomde. Italië kampte op haar beurt met overbevolking en droomde van kolonialisme en het Tunesisch grondgebied, waar de Europese minderheid toen voornamelijk uit Italianen bestond, was een belangrijk doel. De Franse en Italiaanse consuls probeerden gebruik te maken van de financiële situatie van de bei. Frankrijk rekende daarbij op de neutraliteit van Engeland, dat liever niet zag dat Italië zeggenschap kreeg over het Suezkanaal. Ook profiteerde Frankrijk van de berekening van Von Bismarck, die met Tunesië de kwestie Elzas-Lotharingen terug wilde draaien. Na het Congres van Berlijn van 13 juni tot 13 juli 1878, gaven Duitsland en Engeland toestemming aan Frankrijk om Tunesië te annexeren. Dit ten koste van Italië, dat Tunesië als voor haar gereserveerd gebied zag.

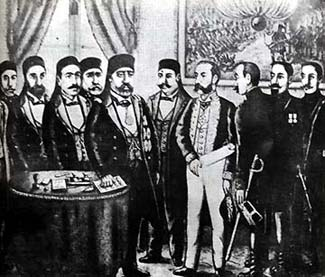
Ondertekening van het Verdrag van Bardo

De strooptochten van de Kroumirs op Algerijns grondgebied leverden Jules Ferry, gesteund door Léon Gambetta, maar tot woede van het Franse parlement, een voorwendsel om de noodzaak tot inname van Tunesië te benadrukken. In april 1881 gingen Franse troepen zonder noemenswaardige tegenstand het land in en het lukte hen om zonder strijd binnen drie weken Tunis te bezetten. Op 12 mei 1881 werd het protectoraat officieel bekrachtigd middels het Verdrag van Bardo, getekend in het Paleis van Ksar Said door Sadok Bey, zij het gedwongen omdat hij werd gedreigd af te worden gezet en te worden vervangen door zijn broer Taïeb Bey. Dit voorkwam niet dat de Franse troepen enkele maanden later het hoofd moesten bieden aan snel gesmoorde opstanden in de regio’s Kairouan en Sfax.
Het bewind van het protectoraat werd verstevigd met de Conventie van La Marsa op 8 juni 1883, die aan Frankrijk het recht toekende om zich te bemoeien met het buitenlandbeleid, defensie en interne zaken van Tunesië. Het land behield haar regering en bestuur, dat voortaan wel onder Franse controle stond. De verschillende overheidsdiensten werden geleid door hoge Franse ambtenaren en een resident-generaal deelde de lakens uit in de regering. Vanaf toen vertegenwoordigde Frankrijk Tunesië op internationaal gebied, en het duurde niet lang of het misbruikte haar (voor)rechten als regent door Tunesië uit te buiten als kolonie. Daarbij dwongen ze de bei zo ongeveer zijn totale macht af te staan aan de resident-generaal. De economie kende echter vooruitgang, vooral via banken en bedrijven. Er ontstond een spoornetwerk. Dankzij de kolonisatie groeide de productie van graan, olijfolie en ook de exploitatie van de fosfaat- en ijzermijnen.
In Bizerte werd een belangrijke militaire haven aangelegd. Wat onderwijs betrof bovendien, voerden de Fransen een tweetalig Arabisch en Frans systeem in, waardoor de Tunesische elite de kans kreeg zich in twee talen te ontwikkelen.

## Van twijfel over het protectoraat naar onafhankelijkheid

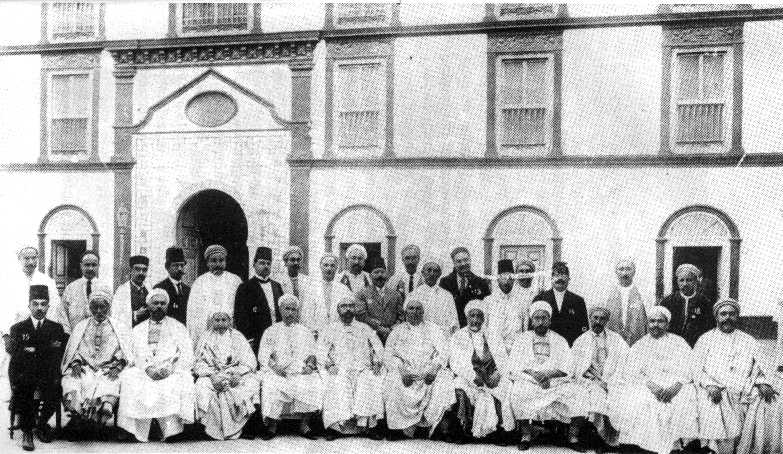
Een delegatie van Destour in 1920

### Kiem van de nationale beweging
Vanaf het begin van de 20e eeuw begon de strijd tegen de Franse bezetting. Met de in 1907 door Béchir Sfar, Ali Bach Hamba en Abdeljelil Zaouche opgerichte reformistische en intellectuele Jong-Tunesische beweging, was Tunesië de eerste staat in de Arabische wereld die beïnvloed werd door het modern nationalisme. De nationalistische stroming manifesteerde zich in 1911 in de Djellaz-affaire en in 1912 in de tramboycot. Die gebeurtenissen lieten zien dat de Jong-Tunesiërs overgingen tot activisme. De resident-generaal liet de belangrijkste leiders ervan verbannen. Van 1914 tot 1921, gold in het land de noodtoestand en was de antikoloniale pers verboden. Ondanks alles bleef de nationale beweging bestaan. Vanaf het einde van de Eerste Wereldoorlog bereidde een nieuwe, rondom Abdelaziz Thâalbi georganiseerde, generatie de geboorte van de Destour-partij voor. Zij raakten in conflict met het regime van het protectoraat en brachten meteen bij de officiële proclamatie van hun oprichting op 4 juni 1920 een programma van negen punten naar buiten. Vanaf november 1925 echter, werd de verzwakte Destour-partij illegaal en zag zij af van directe politieke actie.
Nadat hij het bewind van het protectoraat in kranten als La Voix du Tunisien en L'Étendard tunisien aan de kaak had gesteld, richtte advocaat Habib Bourguiba samen met Tafar Sfar, Mahmoud El Materi en Bahri Guiga in 1932 de krant L'Action tunisienne op. Daarin werd niet alleen onafhankelijkheid maar ook de scheiding van Kerk en Staat voorgestaan. Deze nieuwe standpunten leidden op 2 maart 1934, tijdens het Ksar Hellal-congres, tot een afsplitsing van de partij in enerzijds een islamiserende afdeling die de naam Destour behield, en anderzijds een modernistische neutrale afdeling, onder de naam Néo-Destour: een moderne politieke partij, georganiseerd volgens het model van de Europese socialistische en communistische partijen en vastberaden de macht te veroveren om zo de maatschappij te veranderen. De partij stelde politieke daden en de mobilisatie en bewustwording van haar aanhangers op de voorgrond en dacht de Fransen te moeten overtuigen door het beleid aan te passen aan de handelingsvereisten.

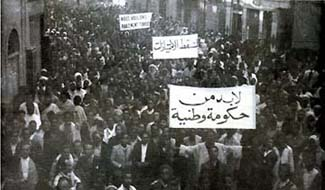
Demonstratie op 8 april 1938 in Tunis

Na het mislukken van de door de Franse regering-Blum aangegane onderhandelingen, deden zich in 1937 bloedige incidenten voor. De betogingen in april 1938 werden streng onderdrukt: afkondiging van de staat van beleg in Tunis, Habib Bourguiba die in Frankrijk vijf jaar lang gevangen werd gezet vanwege samenzwering tegen de staatsveiligheid en de arrestatie van Slimane Ben Slimane, Salah Ben Youssef en van drieduizend Néo-Destourleden. Die onderdrukking leidde tot illegaliteit van de Néo-Destour, die nieuwe leiders ertoe aanzette om elke mogelijkheid van een fellere strijd aan te grijpen. Zo gaf het eind 1939 door Habib Thameur opgerichte zesde politieke bureau een verordening af aan zijn afdelingen om de onrust in stand te houden. Het bureau zou echter op 13 januari 1941 ontmanteld worden en de belangrijkste leden werden gearresteerd. In mei 1940 bracht het Vichyregime Bourguiba over naar Frankrijk. Eind 1942 werd hij door de Duitsers bevrijd en naar Italië gestuurd, waar Benito Mussolini hem hoopte te kunnen gebruiken om het Franse verzet in Noord-Afrika te ontkrachten. Bourguiba wilde de fascistische regimes echter niet steunen en op 8 augustus 1942 richtte hij een verzoek om steun aan de geallieerde troepen:
'De geallieerden zullen onze hoop op onafhankelijkheid niet teleurstellen.' - Habib Bourguiba

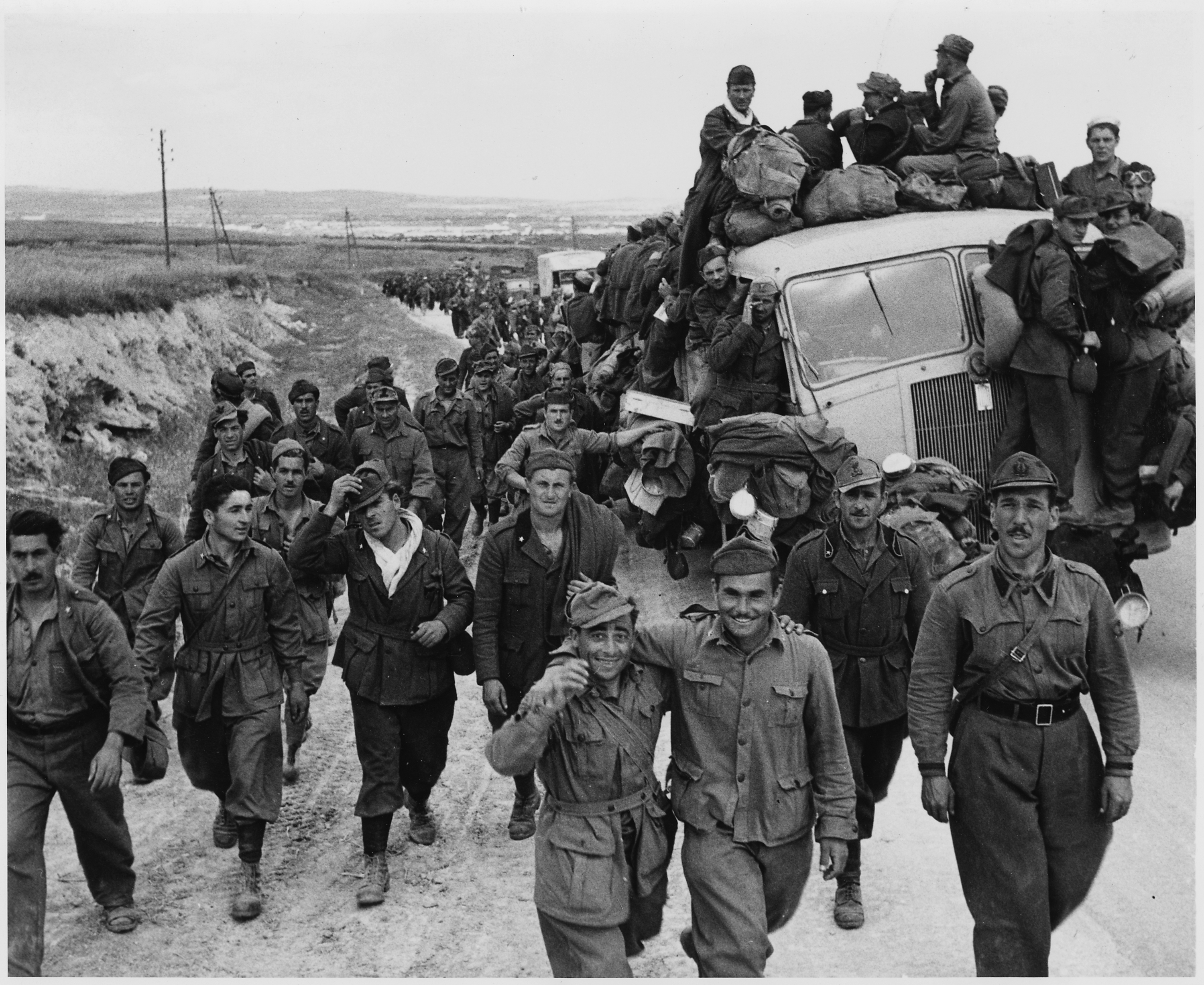
Italiaanse en Duitse krijgsgevangenen verlaten Tunis

In die tijd speelden zich in Tunesië belangrijke militaire operaties af, bekend onder de naam Campagne van Tunesië. Vanaf Operatie Torch (de landing van de geallieerden in Noord-Afrika) op 8 november 1942, namen Duitse troepen in het land stelling in. Het Deutsches Afrikakorps (DAK) ,onder leiding van generaal Rommel, trok zich terug achter de Marethlinie in Libië. Bij zijn terugkeer in Tunis op 8 april 1943 verzekerde Bourguiba zich ervan dat zijn boodschap werd overgedragen aan de hele bevolking en aan zijn betogers. Na meerdere maanden van strijd en een Duitse tegenaanval met pantservoertuigen, begin 1943 in de regio van Kasserine en Sbeitla, zagen de troepen van het Derde Rijk zich op 11 mei, vier dagen na aankomst van de geallieerde strijdkrachten in Tunis, gedwongen te capituleren bij Kaap Bon.
Bourguiba werd op 23 juni door de Forces françaises libres weer in vrijheid gesteld. Op 26 maart 1945 ging hij illegaal op weg naar Egypte en op 20 januari 1946 werd de vakcentrale Union générale tunisienne du travail (UGTT) opgericht door Farhat Hached. Hoewel er vanaf het begin van de onafhankelijkheid gepoogd werd de bond te stoppen en daarmee ook de ontwikkeling van een tegenmacht tegen te houden, telde de vakbond in die periode honderdduizend leden en speelde een aanzienlijke rol in de nationale beweging, want met de oprichting ervan kreeg de Néo-Destour een bondgenoot in de strijd voor de vrijheid en de oprichting van de nieuwe staat.
Na de Tweede Wereldoorlog werd gewapend verzet door de nationalistische leiders ingezet ten behoeve van nationale bevrijding. In 1949 benoemde een door Ahmed Tlili opgericht en geleid nationaal verzetscomité tien regionale verantwoordelijken die strikt gescheiden gewapende groepen moesten gaan organiseren.

### Van geweld naar onderhandelingen

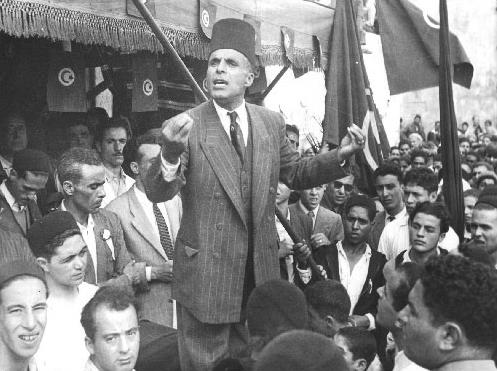
Toespraak van Bourguiba in 1952

Na de oorlog werden er onderhandelingen gevoerd met de Franse regering. Dit leidde ertoe dat Robert Schuman in 1950 tot gefaseerde onafhankelijkheid van Tunesië opriep. Nationalistische problemen in 1951 lieten dat echter snel mislukken. De Franse regering verwierp in een brief van 15 december alle Tunesische eisen en onderbrak het onderhandelingsproces met de regering van Mohamed Chenik.
Met de komst van de nieuwe resident-generaal Jean de Hautecloque, op 13 januari 1952, en de arrestatie op 18 januari van honderdvijftig Destour-aanhangers, waaronder de op 2 januari uit Egypte teruggekeerde Bourguiba, begon de gewapende opstand (met stakingen, betogingen en verschillende vormen van mobilisatie van het volk) en de Franse militaire onderdrukking. Ook verhardden de posities van de verschillende kampen.

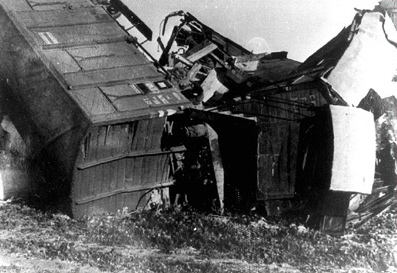
Gesaboteerde trein

De onderdrukking leidde tot escalatie. Sabotage, executie van collaborateurs, aanvallen op pachtboerderijen en, in een later stadium, militaire operaties tegen de koloniale troepen waren aan de orde van de dag. Néo-Destour paste haar beleid echter aan de gebeurtenissen aan en door de complexiteit van de situatie behielden de lokale leiders wat betreft de algemene richtlijnen een grote mate van handelingsvrijheid. Op 22 januari werd kolonel Durand tijdens een door de Néo-Destour georganiseerde protestmanifestatie in Sousse geslagen en neergestoken. De confrontatie tussen de betogers en de ordehandhavers op 23 januari in Moknine eindigde in een vuurgevecht. Door het land heen deden zich vele vergelijkbare gebeurtenissen voor. Het uitkammen van Kaap Bon door het Franse leger vanaf 28 januari, waarbij gedurende drie dagen vooral de dorpen Tazerka, El Maâmoura en Béni Khiar werden getroffen, veroorzaakte volgens een onderzoekscommissie bestaande uit de ministers Mahmoud El Materi en Mohamed Ben Salem dertig doden. Daarbij rekenden zij ook de slachtoffers van de onderdrukking van de betogingen in Nabeul en Hammamet (20 januari) en in Kelibia (25 januari).
Met de moord op vakbondsman Farhat Hached door de extremistische kolonialistische organisatie la Main rouge op 5 december, braken betogingen, rellen, stakingen en pogingen tot sabotage en bombardementen met handgemaakte bommen uit. De uitbreiding van de onderdrukking, samen met de opkomst van het antiterrorisme, maakte dat de nationalisten zich nog specifieker gingen richten op de kolonisten, pachtboerderijen, Franse bedrijven en regeringsorganisaties. Daarom werden de jaren 1953 en 1954 gekenmerkt door een verveelvoudiging van aanslagen tegen het koloniaal systeem: de nationalistische beweging spoorde aan tot de oprichting van echte strijdeenheden in de verschillende regio’s, terwijl de bescheiden middelen het lastig maakten ze te onderhouden. Omdat zij door hun sociale omgeving beschermd werden en omdat ze het strijdgebied kenden, slaagden de verzetsmannen erin om een guerrillaoorlog te voeren.
Als antwoord hierop werden bijna 70.000 Franse soldaten gemobiliseerd om de Tunesische guerrillagroepen op het platteland te stoppen. Deze moeilijke situatie werd verzacht door de erkenning van de Tunesische autonomie over binnenlandse aangelegenheden, toegekend door Pierre Mendès France op 31 juli 1954: ‘De interne autonomie van de staat Tunesië is herwonnen en zonder bijbedoeling door de Franse regering uitgesproken.’
Op 3 juni 1955 uiteindelijk, werden de Frans-Tunesische conventies getekend tussen de leider van de Tunesische regering, Tahar Ben Ammar, en zijn Franse ambtsgenoot, Edgar Faure. De conventies voorzagen in de overdracht van alle bevoegdheden, behalve van buitenlandse zaken en defensie, aan de Tunesische regering. Tegen de zin van Salah Ben Youssef, die daarom uitgesloten zou worden van de partij, werden de conventies op 15 november van hetzelfde jaar door het congres van Néo-Destour in Sfax aangenomen. Na nieuwe onderhandelingen op 20 maart 1956 erkende Frankrijk uiteindelijk plechtig de onafhankelijkheid van Tunesië. De militaire basis in Bizerte bleef echter wel behouden.

## Republiek
Op 25 maart werd de grondwetgevende vergadering gekozen: de Néo-Destour won alle zetels en Bourguiba werd op 8 april voorzitter. Op 11 april werd hij eerste minister van Lamine Bey. Op 12 november werd Tunesië lid van de Verenigde Naties. De ‘Code du statut personnel’, een wetboek met progressieve strekking voor meer gelijkheid tussen mannen en vrouwen, werd op 13 augustus afgekondigd. Op 25 juli 1957 werd de monarchie opgeheven en op 8 november 1959 werd Bourguiba tot president van de republiek verkozen. Zijn verzetsverleden en de maatregelen die hij direct na de onafhankelijkheid nam ten gunste van de vrouwenemancipatie en ter bestrijding van de armoede en het analfabetisme droegen bij aan het versterken van zijn macht. De grondwet van de republiek Tunesië werd definitief aangenomen op 1 juni 1959.
Op 8 februari 1958, midden in de Algerijnse Oorlog, staken Franse legervliegtuigen de Algerijns-Tunesische grens over en bombardeerden het Tunesische dorp Sakiet Sidi Youssef. In 1961, met het eind van de oorlog in zicht, vroeg Tunesië om teruggave van de basis van Bizerte. De crisis die daarop volgde veroorzaakte een duizendtal doden, vooral Tunesiërs. Uiteindelijk gaf Frankrijk de basis op 15 oktober 1963 terug aan de Tunesische staat.

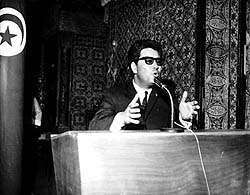
Toespraak van Ahmed Ben Salah in de jaren '60

Terwijl in de jaren ’60 alle instellingen in het land onderdrukt werden door de machthebbende partij, vanaf dan bekend als de Socialistische Destour-Partij (PSD), bleef de Universiteit van Tunis nog steeds een plek waar over ontwikkelingskwesties en over de democratie werd gedebatteerd en waar de politieke keuzes van Bourguiba werden bekritiseerd. Dat voorkwam niet dat Salah Ben Youssef, de sinds 1955 belangrijkste opposant van Bourguiba, op 12 augustus 1961 in Frankfurt werd vermoord. Ook werd de Communistische Partij van Tunesië (PCT) op 8 januari 1963 verboden.
De Republiek Tunesië werd dus een eenpartijstaat geleid door de Néo-Destour. In maart 1963 begon Ahmed Ben Salah een ‘socialistische’ politiek waarbij ongeveer de hele economie werd gedeprivatiseerd door de nog in handen van buitenlanders zijnde landbouwgronden op 12 mei 1964 te nationaliseren.

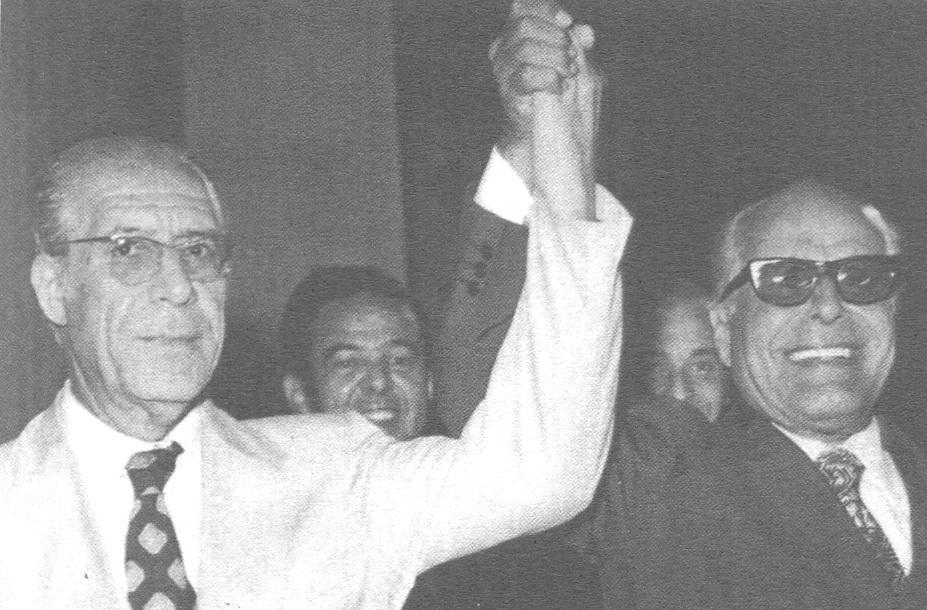
Bourguiba en eerste minister Hédi Bouira op een congres van PSD in 1974

De volksopstand tegen de collectivisering van de gronden in de Tunesische Sahel op 26 januari 1969, dwong tot het aftreden van Ben Salah op 8 september en leidde daarmee tot het eind van het socialistische avontuur. In april 1972 werd, gestimuleerd door eerste minister Hédi Nouira, een zeer liberaal wetboek voor investeringen aangenomen. Hiermee veranderden de economische opvattingen van het land. Met een door het einde van het socialisme verzwakte economie en een door Moammar al-Qadhafi aangehangen panarabisme, werd in 1974 een politiek plan gelanceerd dat Tunesië en Libië onder de naam Arabisch Islamitische Republiek zou verenigen. Vanwege zowel nationale als internationale spanningen liep dit echter snel op niets uit. Na de veroordeling tot een zware gevangenisstraf van Ben Salah, die verantwoordelijk werd gehouden voor het mislukken van het coöperatiebeleid, volgde de zuivering van de liberale vleugel van de PSD geleid door Ahmed Mestiri. Daarna werd Bourguiba in 1975 uitgeroepen tot president voor het leven. Onder deze omstandigheden, gekenmerkt door het enigszins loslaten van de touwtjes door de PSD onder regering van Hédi Nouira, won de vakcentrale UGTT aan autonomie via haar tijdschrift Echaab (Het Volk)en tegelijkertijd zagen in 1977 de Tunesische Liga voor de Mensenrechten en de onafhankelijke krant Erraï (De Mening) het licht.
Het geweld tegen de UGTT op ‘Zwarte donderdag’ in januari 1978 en daarna de aanval op het mijndorp Gafsa in januari 1980, voldeden niet om de opkomende burgerbevolking te muilkorven. Ondanks dat kranten als Erraï of Al Maarifa werden tegengewerkt, zagen nieuwe publicaties als Le Phare, Démocratie, l’Avenir, Al Mojtama'a en 15-21 het daglicht. Vanaf het begin van de jaren’80 maakte het land een politieke en sociale crisis door, die samenging met de ontwikkeling van het cliëntelisme en corruptie, de machteloosheid van de staat ten aanzien van de achteruitgaande gezondheid van Bourguiba, de strijd om zijn opvolging en de verharding van het regime. Met het intrekken van het verbod op de communistische partij in 1981 waardoor het politiek pluralisme gedeeltelijk herstelde, ontstonden er verwachtingen die echter snel verloren gingen als bleek dat de uitslagen van de verkiezingen in november, waaraan de PSD, de PCT en twee nieuwe nog niet gelegaliseerde bewegingen deelnamen (de Democratisch-Socialistische Beweging en de toekomstige Partij van Volkseenheid) waren vervalst. De daaropvolgende bloedige onderdrukking van de ‘broodoorlog’ in december 1983, de nieuwe destabilisatie van de UGTT en de arrestatie van haar leider Habib Achour, en ook het veelvuldig hard optreden ten opzichte van socialistische en islamitische tegenspraak, droegen bij aan het versnellen van de val van de steeds ouder wordende president. In 1986 maakte het land ook een ernstige financiële crisis door: Bourguiba benoemde op 8 juli de technocraat Rachid Sfar als eerste minister en gaf hem opdracht een plan te maken voor structurele, door het Internationaal Monetair Fonds aanbevolen, hervormingen van de economie, bedoeld om het financieel evenwicht in het land te herstellen. De situatie bevorderde echter de opkomst van de islambeweging en de lange regeringsperiode van Bourguiba eindigde in een strijd tegen de islamisering geleid door Zine el-Abidine Ben Ali, minister van Binnenlandse Zaken en vanaf oktober 1987 eerste minister.
Op 7 november 1987 zette Ben Ali de president af vanwege seniliteit. Deze actie werd door een groot deel van de politieke wereld positief ontvangen. De op 2 april met 99,27 procent van de stemmen gekozen nieuwe president slaagde erin de economie weer op gang te brengen. De regering beroemde zich erop het land, dankzij de neutralisatie van de Ennahda-beweging, bespaard te hebben van de islamitische beroering die in het buurland Algerije een bloedbad veroorzaakte. Dit ten koste van de arrestatie van tienduizenden betogers en veelvuldige processen aan het begin van de jaren ’90. De niet-confessionele opposanten tekenden op hun beurt in 1988 het nationaal pact, een programma bedoeld om de regering te democratiseren. De oppositie en vele niet-gouvernementele organisaties op het gebied van de rechten van de mens beschuldigden het bewind er echter van inbreuk te plegen op de publieke vrijheden door meer dan alleen de islamitische beweging te onderdrukken. In 1994 werd president Ben Ali herkozen met 99,91 procent van de stemmen. Het jaar daarop tekende hij een vrijhandelsakkoord met de Europese Unie.

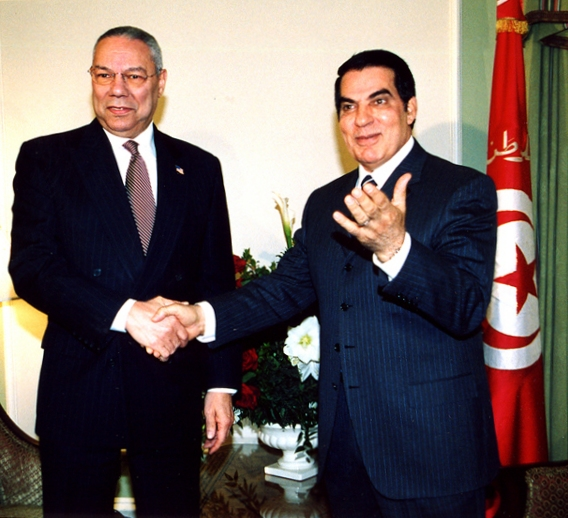
Ben Ali met Amerikaans Minister van Buitenlandse Zaken Colin Powell in 2004

Hoewel de verkiezingen van 24 november 1999 met drie kandidaten de eerste pluralistische presidentsverkiezingen waren, werd president Ben Ali weer herkozen met een uitslag vergelijkbaar met de voorgaande verkiezingen (99,45 procent). De bij referendum van 26 mei 2002 goedgekeurde grondwetshervorming vergrootte de macht van de president, verlaagde de uiterste leeftijd van de kandidaten, schafte de limiet van de in 1988 heringevoerde drie mandaten af en stond de president toe zich opnieuw kandidaat te stellen na afloop van zijn mandaat in 2004, daarbij profiterend van een levenslange gerechtelijke onschendbaarheid.
Een aanslag met een bomvrachtwagen op 11 april 2002, met als doelwit de El-Gribha synagoge, veroorzaakte de dood van negentien personen waaronder veertien Duitse toeristen. Tussen 2004 en 2006 werd het politieke leven gekenmerkt door het vervolg van de politieke onderdrukking. Een in september 2005 door het Lagerhuis van Tunesië aangenomen wetstekst kende voorrechten toe aan de presidenten van de Republiek nadat zij hun ambt beëindigd hadden, en in geval van overlijden ook aan hun familieleden. Het land trok de internationale aandacht door in november 2005 het tweede deel van de World Summit on the Information Society (Wereldtop over de Informatiemaatschappij) onder de vlag van de Verenigde Naties te organiseren. De tijdens de top door de oppositie gevoerde acties vestigden de aandacht van de internationale media op de kwestie van de vrijheid van meningsuiting. Bij deze gelegenheid veroorzaakten de toenadering tussen islamisten en niet-confessionele personen als Ahmed Néjib Chebbi en Hamma Hammami een kwaadsprekerijcampagne van de kant van de regering, maar ook scherpe reacties van onafhankelijke personen en leiders van de Ettajdid-beweging.
Tijdens het eerste halfjaar van 2008 zorgden ernstige problemen voor opschudding in de door werkloosheid en armoede ernstig getroffen mijnbouwregio van Gafsa. Dit waren de ernstigste sociale problemen sinds het aantreden van president Ben Ali.

### Revolutie

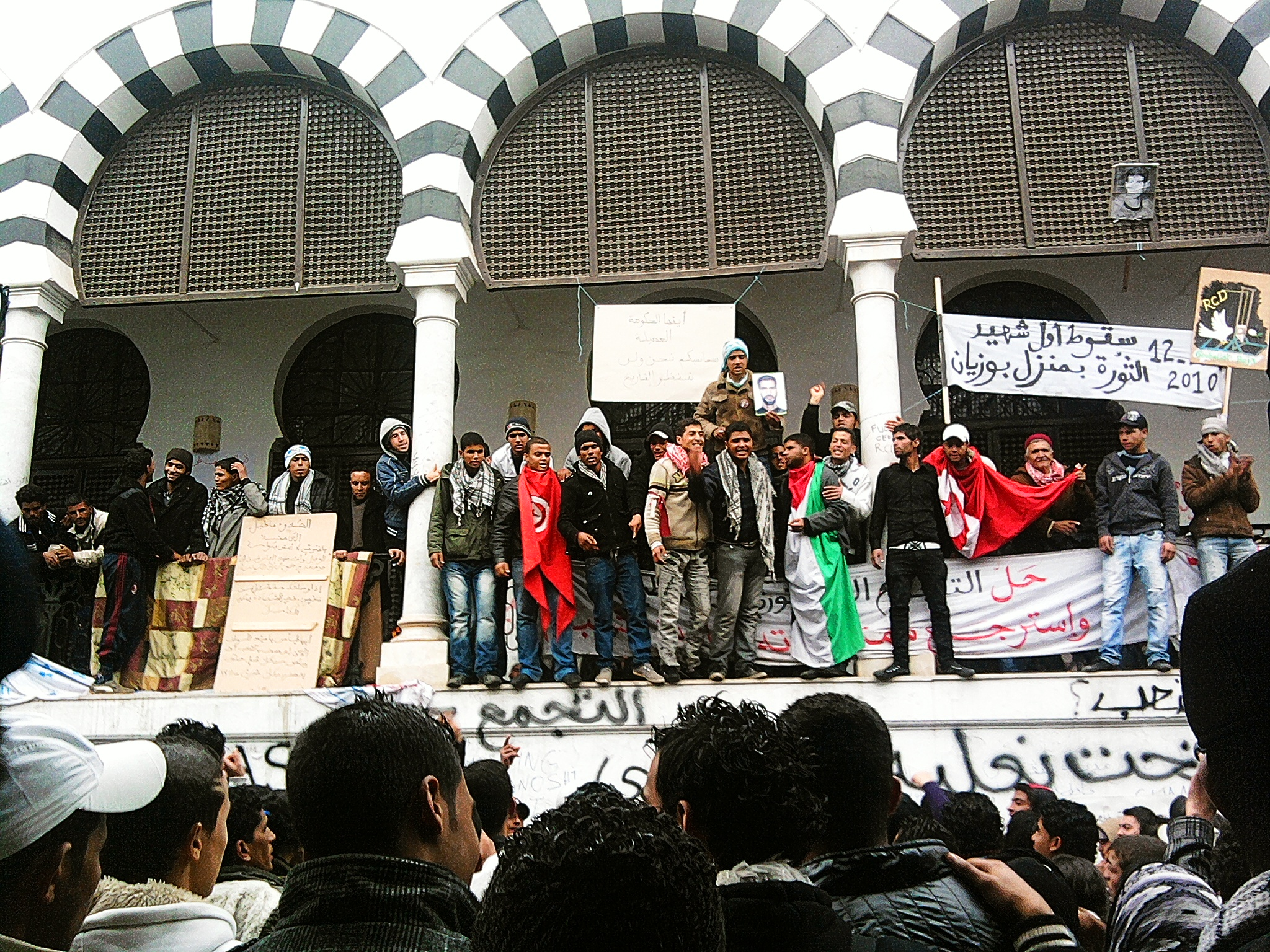
Protest in Tunis op 28 januari 2011

Ten gevolge van de zelfverbranding van een jonge werkloze, genaamd Mohammed Bouazizi, te Sidi Bouzid moest het land vanaf 18 december 2010 het hoofd bieden aan een ernstige sociale crisis. De protestbeweging, waarvan de eisen sociaal en dan weer politiek zijn, verspreidde zich vervolgens over andere steden van het land. Op 13 januari 2011 hield president Zine El Abidine Ben Ali een toespraak die werd uitgezonden door televisiezender Tunisie 7. Daarin beantwoordde hij verschillende door het volk en de oppositie opgeworpen vragen en verklaarde hij dat zijn huidige mandaat zijn laatste zou zijn en dat hij dus in 2014 de macht zou verlaten. Ondanks deze initiatieven van de kant van het staatshoofd, braken er op 14 januari op de avenue Habib-Bourguiba in Tunis spontane demonstraties uit. Bij deze betogingen waren alle sociale klassen vertegenwoordigd en zij maakten kenbaar dat zij de zittende president graag zagen vertrekken. De manifestaties namen echter een wending en de politiemacht greep in met traangas en rubberkogels. Diezelfde dag, na ongeveer een maand van sociale crisis, ontsloeg president Ben Ali zijn regering en kondigde aan dat er binnen zes maanden parlementsverkiezingen zouden worden gehouden. Na die verklaring werd de noodtoestand afgekondigd en verliet de president per vliegtuig het land. Hij benoemde zijn eerste minister Mohamed Ghannouchi tot interim-president, maar het Constitutioneel Hof oordeelde anders: Fouad Mebazaa werd de volgende dag vanwege zijn positie als parlementsvoorzitter automatisch interim-president. Hij benoemde Ghannouchi tot eerste minister en vroeg hem een regering van nationale eenheid te vormen met daarin veel leden die deel uitmaakten van het Rassemblement Constitutionnel Démocratique (RCD), de aan de macht zijnde partij. Ten gevolge van verschillende protesten, werd Ghannouchi op 27 februari vervangen door Beji Caid Essebsi. Op 3 maart riep de interim-president de verkiezing van de grondwetgevende vergadering, die een nieuwe grondwet moet opstellen, uit. Op 7 maart benoemde Caid Essebsi zijn regering en twee dagen later werd de RCD ontbonden.
De grondwetgevende vergadering werd op 23 oktober 2011 via een systeem van evenredige vertegenwoordiging gekozen, met gelijkheid van mannen en vrouwen en een verdeling van de restzetels volgens het stelsel van de grootste overschotten. De islamisten van Ennahdha behaalden een relatieve meerderheid (89 van de 217 zetels) en sloten op basis van een verdeling van de verantwoordelijkheden een regeringscoalitie met het Congres voor de Republiek (CPR), een links-nationalistische partij, en Ettakatol, een sociaaldemocratische partij. Het presidentschap van de Republiek ging naar Moncef Marzouki (CPR), de leiding van de regering naar Hamadi Jebali (Ennahdha) en het voorzitterschap van het parlement naar Mustapha Ben Jaafar (Ettakatol). Deze coalitie leidde tot verdeeldheid binnen de twee met Ennahdha samenwerkende partijen, echter zonder de regering in gevaar te brengen. De coalitie behield immers de absolute meerderheid.
Verscheidene veiligheidscrises volgden elkaar op, met steeds grimmiger wordende betogingen, en ook de salafistische aanval op de Amerikaanse ambassade en een Amerikaanse school op 14 september. Deze periode werd vooral gekenmerkt door politieke geweldsuitbarsting: op 18 oktober raakte de coördinator van Nidaa Tounes te Tataouine, Lotfi Nagdh, dodelijk gewond bij een door leden van de ‘Volksliga voor de Bescherming van de Revolutie’ (LNPR) ontketende gewelddadige manifestatie en op 6 februari 2013 werd politiek tegenstander Chokri Belaïd vermoord terwijl hij per auto de wijk El Menzah VI in zijn woonplaats verliet. Deze moord bracht de regering aan het wankelen, en zij raakte daardoor verstrikt in een eindeloze ministeriële crisis. Dezelfde avond nog kondigde Hamadi Jebali, eenzijdig en zonder overleg met de politieke partijen, zijn beslissing aan om een regering van technocraten te vormen. Zij zouden het land moeten besturen tot aan de verkiezingen. Hoewel goed ontvangen door een groot deel van de bevolking en door de oppositie, stuitte dit initiatief op de ongebreidelde vijandigheid van zijn eigen partij en haar bondgenoot de CPR. Na enkele dagen van overleg kondigde de regeringsleider op 19 februari zijn ontslag aan. Ennahdha benoemde vervolgens minister van Binnenlandse Zaken, Ali Laarayedh, als zijn opvolger.
De Larayedh-regering zette onafhankelijke personen op de belangrijkste ministersposten (Defensie, Binnenlandse en Buitenlandse Zaken en Justitie), maar slaagde er niet in om het vertrouwen te herwinnen. De politieke crisis verergerde nog wanneer een tweede politieke persoonlijkheid, Mohamed Brahmi, op 25 juli werd vermoord en wanneer vervolgens op 29 juli acht soldaten werden gedood in een hinderlaag bij Djebel Chambi. Het protest tegen Ennahdha bereikte zijn hoogtepunt, en de omverwerping van de regering van de Egyptische moslimpresident Mohamed Morsi enkele dagen eerder op 3 juli, maakte de partij ervan bewust dat haar politieke overleving op het spel stond. Er ontwikkelde zich een nationale dialoog onder leiding van een uit de burgermaatschappij afkomstig viertal personen en de machtige vakcentrale Union générale tunisienne du travail, de UGTT. Het grondwetsplan werd helemaal herzien en geoptimaliseerd. Door een snelle voltooiing van het werk van de grondwetgevende vergadering en het instellen van een technocratische regering die de orde moest handhaven en door het afhandelen van de lopende zaken en de organisatie van de eerste presidentiële en parlementaire verkiezingen onder het bewind van de nieuwe grondwet, werd een uitweg uit de crisis gezocht. Na flink wat onenigheid, werd de grondwet op 26 januari 2014 uiteindelijk aangenomen en Mehdi Jomaa, die tot dan toe minister van Industrie was, moest een nieuwe regering gaan vormen. Die regering werd op 29 januari beëdigd.
Bij de parlementaire verkiezingen van 26 oktober 2014, won de partij Nidaa Tounes de stemming, maar zonder absolute meerderheid. Ennahdha, de winnaar van de verkiezingen van 2011, eindigde met forse achterstand als tweede. Zo verving de volksvertegenwoordiging de grondwetgevende vergadering. De eerste ronde van de presidentiële verkiezingen vond plaats op 23 november. Zevenentwintig kandidaten gingen de strijd met elkaar aan. Twee van hen, Beji Caid Essebsi (Nidaa Tounes) met 39.46 procent van de stemmen en Moncef Marzouki met 33.43 procent van de stemmen, werden gekwalificeerd voor de tweede ronde. Deze werd gehouden op 21 december. Caid Essebsi won de verkiezing met 55.68 procent van de stemmen tegen 44.32 procent van de stemmen voor Marzouki. Zo werd hij de eerste president voortgekomen uit democratische en transparante verkiezingen.
Op 18 maart 2015 vond er in Bardo, vlak bij Tunis, een terroristische aanslag in de vorm van een schietpartij plaats: eerst vlak bij het parlement, waar een vergadering bezig was over de anti-terrorismewet, en later in het Nationaal Museum van Bardo. Iets dergelijks was tot dan toe niet voorgekomen in het land. Door de aanslag vielen er 25 doden, onder wie 22 toeristen, een handhaver van de openbare veiligheid en de twee terroristen, en daarnaast 47 gewonden. De aanslag werd opgeëist door IS. De terroristen zouden in Libië zijn opgeleid.
In september 2021 kondigde Kaïs Saïed een aanstaande hervorming van de grondwet van 2014 en de vorming van een nieuwe regering aan.

## Kaartengalerij

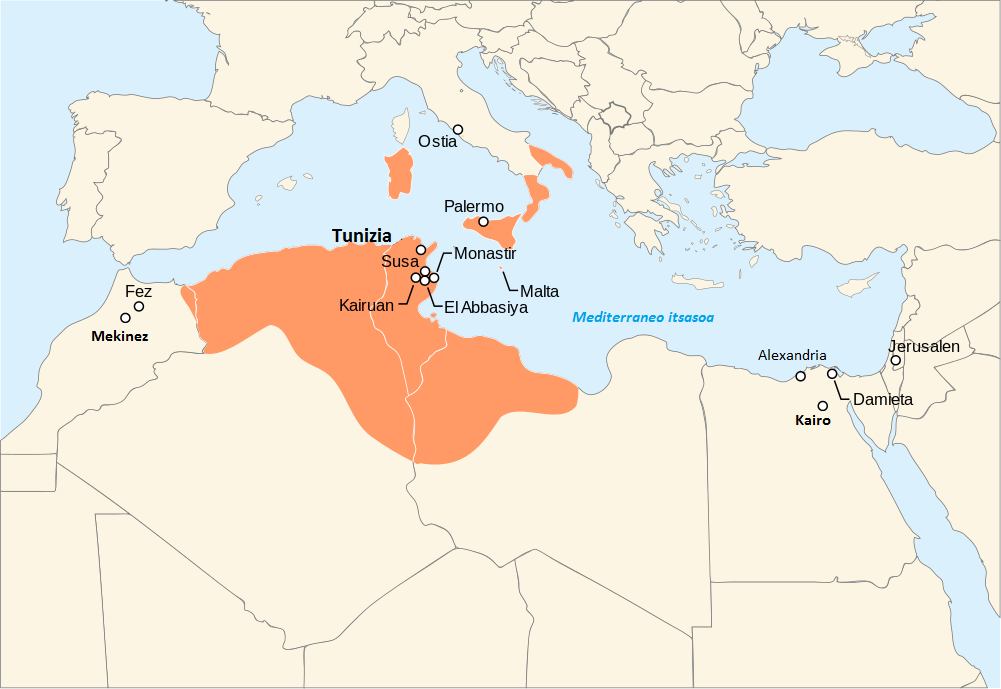
Kaart van Tunesië onder de Aghlabiden (max. omv.)
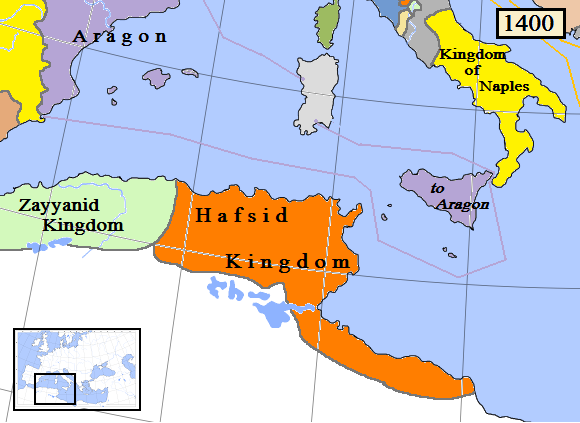
Kaart van Tunesië onder de Hafsiden (max. omv.)
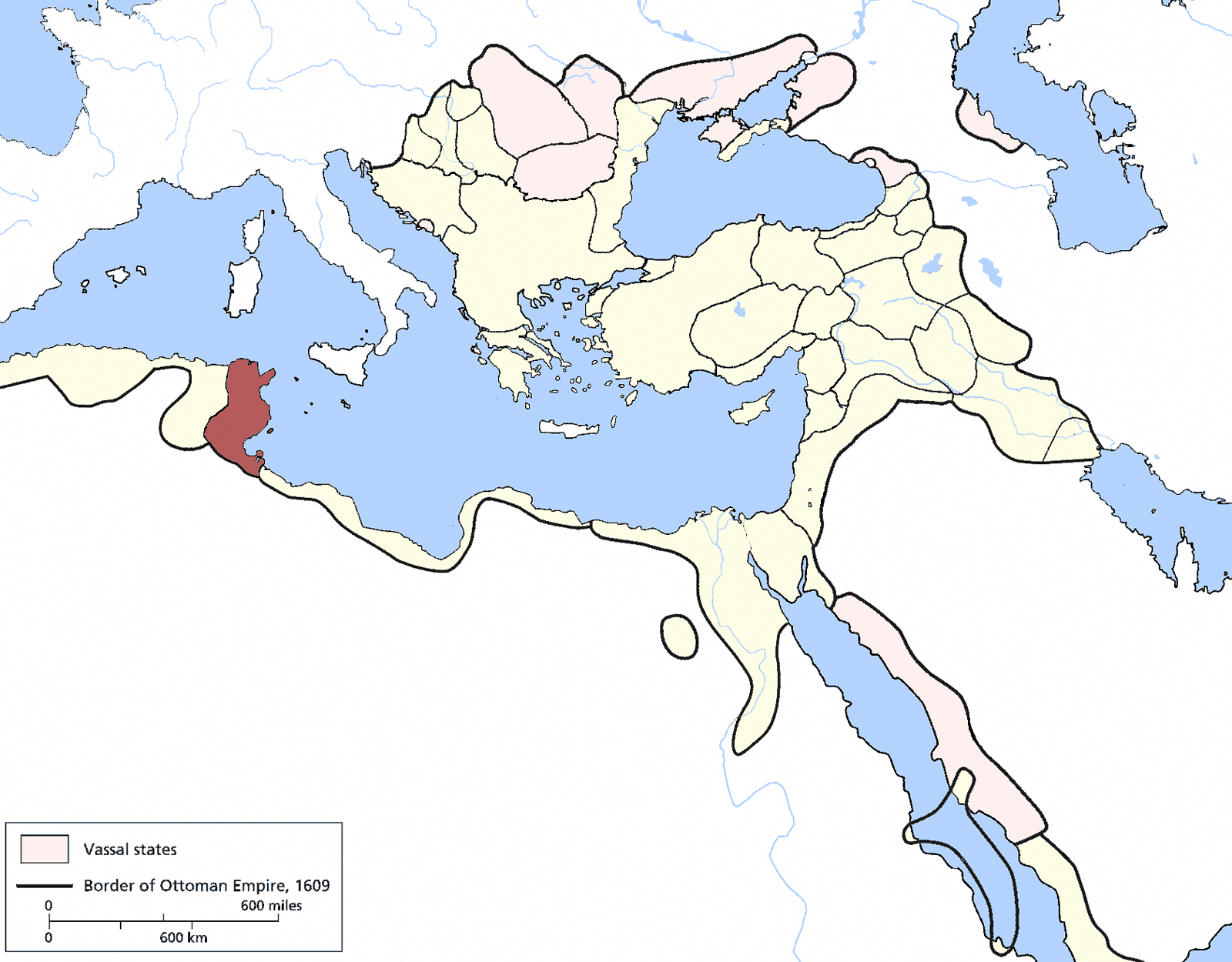
Kaart van Tunesië onder de Ottomanen (max. omv.)
Kaart van Tunesië onder de Fransen (max. omv.)
Kaart van het huidige Tunesië

Geschiedenis van:
Algerije · Angola · Benin · Botswana · Burkina Faso · Burundi · Centraal-Afrikaanse Republiek · Comoren · Congo-Brazzaville · Congo-Kinshasa · Djibouti · Egypte · Equatoriaal-Guinea · Eritrea · Ethiopië · Gabon · Gambia · Ghana · Guinee-Bissau · Guinee-Conakry · Ivoorkust · Kaapverdië · Kameroen · Kenia · Lesotho · Liberia · Libië · Madagaskar · Malawi · Mali · Marokko · Mauritanië · Mauritius · Mozambique · Namibië · Niger · Nigeria · Oeganda · Rwanda · Sao Tomé en Principe · Senegal · Seychellen · Sierra Leone · Soedan · Somalië · Somaliland · Swaziland · Tanzania · Togo · Tsjaad · Tunesië · Westelijke Sahara · Zambia · Zimbabwe · Zuid-Afrika · Zuid-Soedan
Noord-Afrika · West-Afrika
- Biblioteca Nacional de España: XX472895
- Bibliothèque nationale de France: cb11964721z (data)
- Library of Congress Control Number: sh85138652
- Nationale Bibliotheek van Israël: 987007556044305171